# Adolf Hitler
Adolf Hitler (Braunau am Inn, 1889. április 20. – Berlin, 1945. április 30.) osztrák születésű német politikus, a 20. századi történelem egyik legmeghatározóbb alakja, 1933-tól 1945-ös öngyilkosságáig a náci Németország diktátora. A Nemzetiszocialista Német Munkáspárt (NSDAP) vezetője, 1933-tól kancellár. Hindenburg 1934 nyarán bekövetkezett halála után abszolút hatalmú állam- és kormányfő; hivatalosan „Führer und Reichskanzler” néven neveztette magát.
1923. novemberében puccsot akart végrehajtani Münchenben, de végül Landsberg várbörtönébe zárták. Itt diktálta le Rudolf Hessnek a Mein Kampfot (Harcom), amelyben összefoglalta világnézetét, a nácizmus ideológiáját, antiszemita fajelméletét, világuralmi törekvéseit és kommunistaellenességét. Szabadulása után ezeken az ideológiai alapokon építette újjá a pártját. A Versailles-i békeszerződés támadásával, zsidóellenes és pángermánista szónoklataival igyekezett népszerűséget szerezni, de csak az 1929–33-as nagy gazdasági világválság végén sikerült hatalomra jutnia, amikor a náci párt szerezte meg a legtöbb helyet a Reichstagban. 
Röviddel ezután a Reichstag elfogadta a felhatalmazási törvényt, amellyel megkezdte a Weimari Köztársaság intézményrendszerének és jogállamiságának felszámolását és a nácizmus totalitárius, autokratikus és fasiszta ideológiáján alapuló, egypárti diktatúrájának kiépítését.
Létrehozta a „Harmadik Birodalomnak” nevezett új német államot, amely szándékai szerint ezer évre a világ nagyhatalma lett volna. Ellenfeleit munkatáborokba illetve később koncentrációs táborokba deportálta, kínoztatta és meggyilkoltatta. Külpolitikájában a gyakorlatban akarta megvalósítani világuralmi elképzeléseit, és különösen az akkori Szovjetunió európai területeinek bekebelezésével „életteret” (→ Lebensraum) akart az "árja fajnak”. Ezért annektálta Csehszlovákiát, és elfoglalta Ausztriát (Anschluss). 1939. szeptember 1-jén bevonult Lengyelországba, ezzel kirobbantotta a második világháborút, antiszemita céljai elérése érdekében pedig elindította az ún. végső megoldást, a holokausztként elhíresült Endlösungot.
Hatalmának csúcspontján a hadserege ellenőrzése alatt tartotta az európai kontinens nagy részét. A szövetséges hatalmak túlerejével szemben azonban már csak idő kérdése volt bukása. A második világháború végén, a szovjet Vörös Hadsereg által körbevett berlini kancellária föld alatti bunkerében öngyilkos lett.
Hitler személyes bukása teljes volt, céljaiban is nagyrészt kudarcot vallott. A minden németet egyesítő nagynémet birodalom helyett országa elveszítette keleti területeit, a Kelet-Európában elszórtan évszázadok óta élő német népcsoportokat a háború után elűzték lakóhelyükről. A marxizmus és ideológiája felszámolása helyett vesztes háborújával hozzájárult ahhoz, hogy a Szovjetunió negyven évre befolyása alá vonja Közép-Európát. A zsidóság teljes és végleges megsemmisítése a holokauszt borzalmai ellenére sem sikerült, és Hitler bukása után pár évvel, 1948-ban létrejött Izrael állam. A német világuralom, a világpolitikai vezető szerep helyett a két részre szakadt Németország fél évszázadon át alárendelt szerepet játszott a nemzetközi politikában.

## Kronológia
Az életének rövid kronológiai áttekintése:
- 1889 áprilisában megszületik Ausztriában, Braunau am Innben. Szülei viszonylag szegényes körülmények között élnek.[4]
- 1907: Művészi karrierjének előmozdítása érdekében Bécsbe költözik azzal a céllal, hogy a Bécsi Művészeti Akadémiára járjon, jelentkezése azonban nem jár sikerrel.[4]
- 1909–1913: A szegénység időszaka; Bécsben él többnyire munka nélkül. Egy olcsó férfiszállón lakik, képeslapokat rajzol, fest és ezeket árulja, emellett alkalmi munkákat végez, hogy pénzt keressen. Egyre jobban érdekli a politika, részt vesz a politikai találkozókon és rengeteg politikai irodalmat olvas.[4]
- 1913: Miután szeretné elkerülni az Osztrák–Magyar Monarchia katonai szolgálatát, elhagyja Bécset, és a dél-németországi Münchenbe költözik.[4]
- 1914: Kitör az első világháború; csatlakozik a német hadsereghez, ahol jól teljesít, így tizedessé léptetik elő. Vaskereszttel is kitüntetik a nyugati fronton végzett szolgálatáért.[4]
- 1918: Kórházba szállítják, miután átmeneti vakságot szenved egy brit gáztámadás következtében, Ypres közelében.[4] Miután felépül, visszatér az ezredéhez.[4]
- 1919: Az első világháború vége ellenére úgy dönt, hogy a hadseregben marad, mivel ez az egyetlen dolog az életben, ami valódi célt ad neki.[4] A hadsereg hírszerzés/propaganda részlegében kap állást, ahol politikai kiképzést kap.[4] A hadsereg besúgójaként is tevékenykedik, más politikai pártok után kémkedik.[4] Ez idő alatt csatlakozik a Német Munkáspárthoz is, amely akkor szélsőségesen antikommunista, antiszemita jobboldali szervezet volt. Hitler szélsőséges antiszemitizmusa jól látható abból a leveléből, amelyet Adolf Gemlichnek küld. Ez a levél Hitler első kifejezetten politikai és antiszemita írása, és sokan politikai karrierje beindításának tekintik.[4]
- 1920−1921: Politikai tevékenységének felfutása.

1920-ban Hitlert elbocsátják a hadseregtől és a Német Munkáspárt reklámozásának és propagandájának élére áll. A párt neve Nemzetiszocialista Német Munkáspártra (röviden: náci) változik.
1921-ben Hitler a náci párt vezetője lesz.
- 1923: Jobboldali frakciókkal és Ludendorff tábornokkal, aki német politikus volt, megkísérli megdönteni a kormányt. Hitlert elfogják és hazaárulás címén bíróság elé állítják, aminek következtében hónapokig börtönben ül. A bebörtönzése idején írja meg a Mein Kampfot, amely az önéletrajzának, politikai ideológiájának és propagandájának ötvözete.[4]
- 1925: Hitler újraalapítja a náci pártot.[4]
- 1930−1931: A náci párt felemelkedése. Az általános választáson a pártnak sikerül 14-ről 107-re növelnie a parlamentben a képviselői számát. Ezzel Németország második legnagyobb pártja lesz.[4]

1931-ben Hitler elnökségre pályázva kihívja Paul von Hindenburgot, aki akkoriban Németország elnöke. Ez azonban nem jár sikerrel.
- 1932−1933: A hatalomra jutása.

Hitler hivatalosan is német állampolgár lesz, ami lehetővé teszi számára, hogy Hindenburg ellen induljon az elnökválasztáson. A politikai kampányát Joseph Goebbels irányítja.
1933 januárjában kinevezik a német koalíciós kormány kancellárjává.
1933 márciusában Hitler meggyőzi a Reichstagot, hogy fogadja el a felhatalmazási törvényt. Ez a törvény lényegében 4 évre diktátori hatalmat biztosít neki. Az újonnan megszerzett hatalmával Hitler a náci pártot az egyetlen engedélyezett politikai pártnak nyilvánítja az országban. Ennek eredményeként betiltják a kommunista pártot, a szocialistákkal együtt a szakszervezeteket és a sztrájkokat.
1934 októberében Hitler kilépteti az országot a Népszövetségből, majd ezt követően megháromszorozza a német hadsereg méretét, szembetűnően figyelmen kívül hagyva a versailles-i békeszerződés által elrendelt fegyverzetkorlátozásokat.
- 1934: "A hosszú kések éjszakája".

1934 júliusában Hindenburg meghal, Hitler kabinetje pedig az elnöki és kancellári jogokat összevonva a teljes hatalmat Hitlernek adja.
- 1935: Hitler tovább fegyverzi Németországot azáltal, hogy a katonai erőket új fegyverkészlettel látja el. Célja a versailles-i békeszerződés feloldása és az egész németség egyesítése. Ez idő alatt bevezeti a katonai sorozást is.[4]
- 1938: Csehszlovákia megszállása; Ausztria egyesül Németországgal.

Arthur Seyß-Inquart, az osztrák kancellár behívja a német hadsereget Ausztria elfoglalására, és kikiáltják Németországgal az uniót.
- 1938. november: Kristályéjszaka

A Kristályéjszakát sokan a "Végső Megoldás" kezdeteként tartják számon, amely Hitler azon terve volt, hogy minden zsidót elpusztítson.
- 1939: A második világháború kezdete.

A Molotov–Ribbentrop-paktum békeszerződést biztosít Németország és a Szovjetunió között és lehetővé teszi Lengyelország felosztását. Ezt követően szeptember 1-jén Hitler megtámadja Lengyelországot. A három hétig tartó, gyors és agresszív, úgynevezett „villámháború” után Lengyelországot felosztják Németország és a Szovjetunió között.
Szeptember 3-án Franciaország, Nagy-Britannia, Ausztrália és Új-Zéland hadat üzen Németországnak.
- 1940: A nácik elfoglalják Dániát, Norvégiát, Hollandiát, Belgiumot és Franciaországot, továbbá Jugoszláviát és Romániát is megszállják.[4]
- 1941 júniusában Németország megtámadja a Szovjetuniót a Barbarossa hadművelet részeként, amely egyenesen felrúgja a békeszerződésüket.[4]
- 1943: A sztálingrádi csata. Ezt követően a németek a háború végéig folyamatosan vonulnak vissza a keleti megszállt területekről.[4]
- 1944: Kísérlet Hitler meggyilkolására. Claus von Stauffenberg bombát helyez egy aktatáskába egy Hitlerhez közeli asztal alá, hogy megölje, ő azonban túléli a merényletet.[4]
- 1945: A szovjet hadsereg már magát Németországot támadja.
- 1945. április 30: Hitler Berlinben öngyilkos lesz a feleségével, Eva Braunnal együtt.[4]

## Ifjúkora

### Családja, gyermekkora

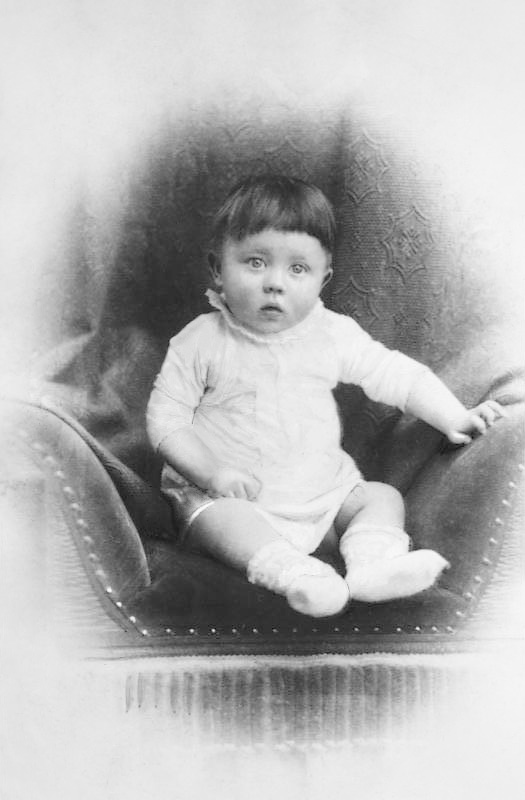
Adolf Hitler csecsemőként

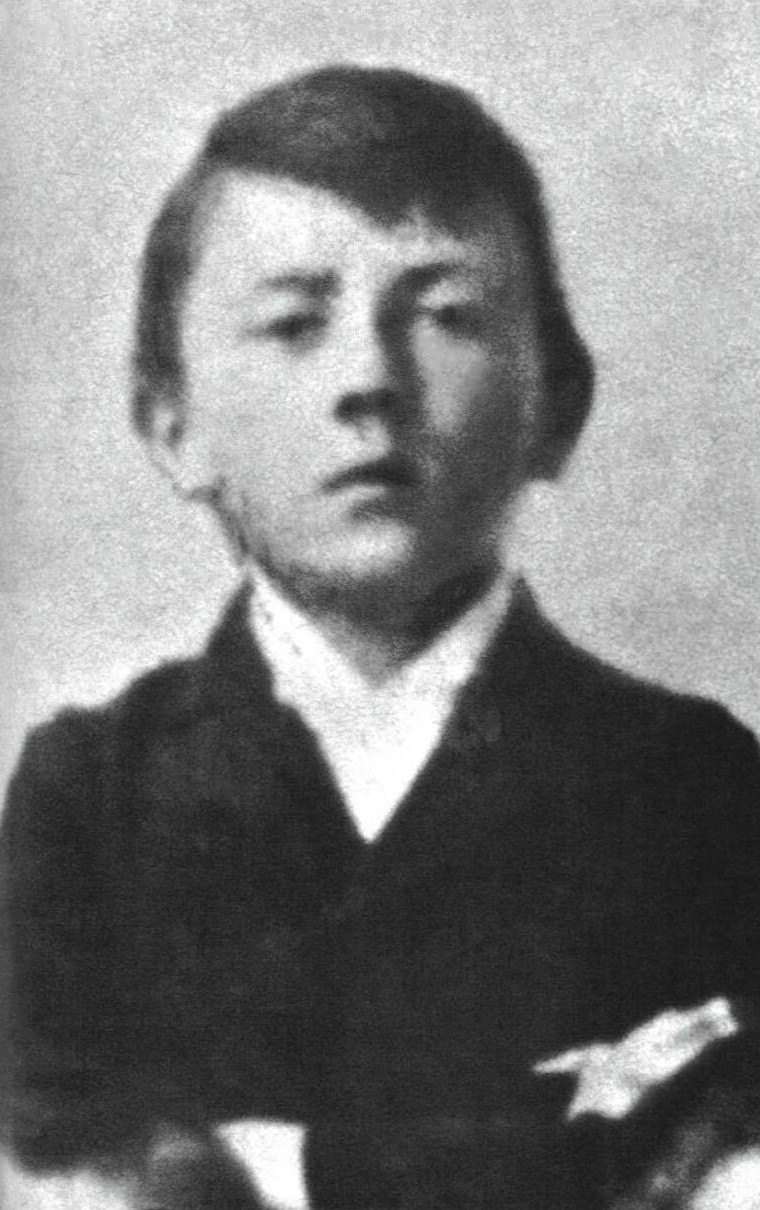
A gyermek Adolf Hitler

Adolf Hitler 1889. április 20-án, az Osztrák–Magyar Monarchia területén, Németországtól nem messze, a Linztől 90 kilométerre lévő felső-ausztriai Braunau am Inn kisvárosban született. Alois Hitler (1837–1903) vámügyi tisztviselő és unokahúga, egyben harmadik felesége, Klara Pölzl (1860–1907) negyedik gyermekeként látta meg a napvilágot. A házaspár hat gyermeke közül csak Adolf és Paula érte meg a felnőttkort. Adolfnak két féltestvére is volt apja korábbi, második házasságából, Alois és Angela.
Apja, Alois Hitler házasságon kívüli gyermekként született, és anyjának vezetéknevét (Schicklgruber) viselte egészen 40 éves koráig. Anyja később feleségül ment Johann Georg Hiedlerhez (1792–1857), aki molnárlegényként dolgozott. Aloist azonban nem ő, hanem öccse, Johann Nepomuk Hiedler (1807–1888) nevelte, aki valószínűleg az apja volt. Ő küldte Aloist Bécsbe cipésztanulónak, ahol meg is szerezte a cipészmesteri oklevelet. Ezután azonban rögtön belépett a vámőrséghez, ahol évekig közlegényként szolgált. 1872-ben, 35 éves korában elvette egy magas állású vámtisztviselő 50 éves nevelt lányát. 1875-ben vámtiszt, majd 1892-ben főtiszt lett. 1876-ban vette fel mostohaapja (és nevelőapja) családi nevét. A névváltoztatáskor azonban a Hiedler (kb. „kisbirtokos”) név betűzését egy hivatalnok a kevésbé parasztos Hitler formában jegyezte be. Adolf Hitlert később ellenfelei propagandisztikus okokból a rosszabbul hangzó Schicklgruber néven is emlegették, bár ezt a nevet ő maga sohasem viselte.
Hitler nem volt biztos apai nagyapjának kilétét illetően, ám az minden valószínűség szerint Johann Georg Hiedler vagy annak öccse, Johann Nepomuk Hiedler volt. Ha Johann Nepomuk volt az, akkor az apai nagyapja ugyanaz a személy volt, mint az anyai dédapja, mert anyja, Klara Pölzl Johann Nepomuk Hiedler unokája volt.
Már az 1920-as évek elején terjedt a müncheni kávéházakban az a pletyka, hogy Hitler apai nagyapja zsidó volt. A diktátorral szemben álló külföldi sajtó később nagy előszeretettel terjesztette ezt. A legenda végleges változatát Hans Frank, a Lengyel Főkormányzóság hitleri vezetője diktálta le emlékirataiban, kivégzése előtt. Eszerint Hitler apai nagyapja egy Leopold Frankenberger vagy Frankenreiter nevű zsidó férfi volt, mert Maria Anna Schicklgruber (Hitler apai nagyanyja, 1795–1847) Graz városában ennél a zsidó családnál dolgozott. Modern kutatók tételesen cáfolják ezt a történetet, mivel ilyen nevű családok a grazi anyakönyvekben egyáltalán nem lelhetők fel, és arra sincs bizonyíték, hogy Hitler nagyanyja Grazban dolgozott volna.
Alois Hitler foglalkozásából adódóan, de saját kezdeményezéséből is, családjával együtt gyakran költözött, először Braunauból Passauba, aztán Lambachba, majd Leondingba és Linzbe. A fiatal Adolf általános iskolai évei alatt még jó tanuló volt, ekkortájt az is felmerült benne, hogy felnőttkorában pap lesz. A lambachi bencés iskolában találkozhatott először a horogkereszttel, ugyanis az egyik 19. századi apát szívesen használta díszítőelemként ezt az ősi szimbólumot, és az többfelé megtalálható volt a kolostorban.
Adolf jó tanulmányi eredményei után apja egy neves linzi reáliskolába íratta, ahol azonban az eminens diákból egy év alatt bukott diák lett. Életrajzírói több kísérletet is tettek ennek a változásnak a megmagyarázására, de a legvalószínűbb az, hogy a környezetváltozás és a két iskola közötti színvonalkülönbség okozta a kezdeti problémákat, amire aztán a 11 éves fiú dacosan reagált, és nem volt hajlandó komoly erőfeszítéseket tenni.
Alois Hitler sikeres hivatali pályát futott be, és jó anyagi körülményeket biztosított családjának. 1903-ban, 66 éves korában hunyt el. A linzi „Freisinnige Tageszeitung” („Szabadgondolkodó Napilap”) a következőképpen emlékezett meg róla: „Alois Hitler egy keresztül-kasul haladóan gondolkodó ember volt, és mint ilyen, a szabad iskola nagy barátja”.
Apja halála után az ifjú Adolf Hitlert – továbbra is gyenge eredményei miatt – eltanácsolták az iskolájából. 15 évesen került másik középiskolába, de itt sem akart a haszontalannak tartott tanulmányokkal foglalkozni. A Mein Kampfban súlyos tüdőbántalomról beszél, de valószínűbb, hogy csak kifogást keresett arra, hogy a számára érdektelen iskolától megszabaduljon.

### Bécs
1905-től az apja után járó árvatámogatás, valamint az anyjától és nagynénjétől kapott pénz viszonylag kényelmes megélhetést biztosított számára. Betegségére hivatkozva, valamint azzal az ürüggyel, hogy felkészül a Bécsi Képzőművészeti Akadémia felvételi vizsgájára, vidéki, majd bécsi rokonainál éldegélt mintegy két évig. Színházba járt, olvasott, rajzolt, festegetett, de rendszeres tanulmányokat nem folytatott, és valószínűleg nem volt tisztában az akadémia szigorú felvételi követelményeivel sem.
1907-ben sikertelen felvételi vizsgát tett a Bécsi Képzőművészeti Akadémián, de a kudarcot mindenki elől elhallgatta. Ez év karácsonyán halt meg édesanyja, a hozzá legközelebb álló személy. Hitler ezután soha nem ünnepelte meg a karácsonyt. Az 1908-as év nagy részében közösen bérelt szobát Bécsben barátjával, August Kubizekkel. Ő így írt róla: „Valami kínos komolyságban megnyilvánuló keménység, merevség, mozdíthatatlanság, makacs megrögzöttség jellemezte lényét”. Kubizeknek sem árulta el azonban, hogy nem vették fel az akadémiára, hanem úgy tett, mintha tanulmányi feladatait rajzolná, festené.
1908 őszén újra megpróbálta a felvételi vizsgát az akadémiára, de ezúttal már az előszelekción sem jutott át. Anyagilag egyre nehezebb helyzetbe került, mert öröksége fogyatkozott, és az árvasági pótlékra sem tarthatott tovább igényt. Mégis megvált Kubizektől, inkább maga keresett olcsó hónapos szobát. Öt hónapig bejelentve sem volt – valószínűleg a sorozás elől is bujkált. 1910 februárjában végül bejelentkezett egy úgynevezett férfiszállásra, ahol olcsón kapott egy cella méretű szobát. Itt ismerősei tanácsára eladás céljából elkezdett képeslapokat rajzolni, festeni. Az értékesítésből három évig fenn tudta tartani magát, naponta elkészült egy, általában 35×40 cm-es képpel, amely majdnem mindig bécsi utcarészletet ábrázolt. Ezeket 5–10 koronáért tudta eladni bécsi kispolgároknak, amiben egy Neumann nevű magyarországi zsidó ember is segített, akivel normális kapcsolata volt. Akkoriban azok közé tartozhatott, akik elméleti antiszemitizmusukat a környezetükben élő „konkrét” zsidókra nem terjesztették ki. Azt tervezte, hogy tanulmányait Münchenben folytatja majd, erre gyűjtött.
Hitler világnézete, ideológiája Bécsben kezdte felölteni végleges formáját. Erősen hatott rá a völkisch (alldeutsch) mozgalom, amelyet magyarra nagynémetnek vagy pángermánnak fordít az irodalom, bár betű szerint össznémetet jelent. Szervezetük, az Alldeutscher Verband meghatározó egyénisége ebben az időben Georg von Schönerer volt. Lapjuk, az Alldeutsches Tageblatt szerkesztősége Hitler lakóhelyének közelében volt, a lap friss számait akár utcai vitrinben is el lehetett olvasni.
A mozgalom célja Ausztria-Magyarország felbomlasztása és az összes németnek egy nagynémet birodalomban történő egyesítése volt. A leendő birodalomból ki akarták küszöbölni a szláv és a magyar népelemet, de a katolicizmust és különösen a zsidóságot is. Emellett a szociáldemokrácia esküdt ellenségeinek nyilvánították magukat, részben annak internacionalizmusa, részben zsidó származású vezetői miatt. Felfogásukban a régi hagyományokra visszatekintő, vallási és gazdasági gyökerű antiszemitizmus átalakult faji zsidógyűlöletté: a zsidó biológiailag zsidó, zsidó létét csak a létével együtt lehet megszüntetni.
Bár Hitlerre sokban hatott a nagynémet ideológia, a későbbiekben ezen alaposan túllépett, és erősen kritizálta is ezt az eszmerendszert a Mein Kampfban. Fő művében maga is arról írt, hogy antiszemitizmusa Bécsben teljesedett ki. Bécs ekkoriban nagy létszámú zsidó kisebbségnek adott otthont, akik közül sokan Kelet-Európából odavándorolt ortodox zsidók voltak. Hatással volt Hitlerre ez időben Karl Lueger bécsi polgármester populista, agresszív retorikája, akit „minden idők legnagyobb német polgármestereként” aposztrofált, dicsérte emberismeretét, a kisemberek körében népszerű intézkedéseit, amelyeket ügyesen használt fel saját céljaira. Kimutatható az antiszemita Lanz von Liebenfels(de) fajelméletének befolyása is Hitler eszmerendszerére, bár utóbbi nevét írásaiban nem említi, és nem veszi át tőle antiszemitizmusának durva szexuális vonatkozásait. (Liebenfels konkrétan tenyészteni szorgalmazta az arra érdemes vérvonalú árja férfiakat, míg az arra érdemteleneket ki akarta zárni a szaporodásból.)
Hitler bécsi évei alatt nehéz anyagi helyzete ellenére gyakran járt színházba és különösen operába. Kedvelte a bécsi (és magyar) operettet, de abszolút kedvence Wagner volt, akiben a germán mitológia újjáteremtőjét látta. Amikor Kubizek egy 1938-as találkozásuk során emlékeztette őt egy 30 évvel korábban együtt látott Rienzi-előadásra, Hitler így reagált: „Abban az órában kezdődött…”

#### Festői tevékenysége
Hitlert érzékenyen érintette a kudarc, hogy nem nyert felvételt a képzőművészeti akadémiára, de ezt követően is festőként próbált megélni Bécsben, majd Münchenben, más szakma vagy munka keresésébe nem kezdett. Amikor az osztrák sorozótisztek megtalálták, festőművésznek vallotta magát, de hozzátette, hogy csak megélhetési okokból fest. Később még határozottabban elutasította magától a festészetet.
Ami stílusát, festői felfogását illeti, bár dühödten támadta a konzervatív akadémikusokat (akiknek a felvételin vallott kudarcát tulajdonította), ugyanakkor a korabeli modern áramlatokat is megvetette. Később, kancellárként kitiltotta az általa „degenerált”, „zsidó-néger” stílusúnak bélyegzett festészetet a kiállítótermekből. A maga részéről szinte mindig embernemjárta utcaképeket festett, épületeket örökített meg. Jó szemmel, ügyes kézzel ábrázolta, másolta választott tárgyait, de alkotásai – a szakértők nagyobb részének véleménye szerint – nem ütik meg a művészi színvonalat. Későbbi politikai szerepe azonban alaposan megemelte képeinek értékét, így azokat nagy mennyiségben hamisították is. Leghíresebb hamisítója Konrad Kujau lett, aki a Stern magazin számára eladta Hitler ugyancsak hamisított naplóját is mintegy 10 millió márkáért, és vele 300 festményt, vázlatot, rajzot is, amelyek közül egy sem volt eredeti.
Münchenben is kialakult a vevőköre, egy aranyműves például 21 képet vásárolt tőle. Kancellárrá válása után sok korábbi vevője felajánlotta számára festményeit, de Hitler nem tartott igényt műveire. Becslések szerint festői korszakában, 1910–14 között összesen körülbelül két-háromezer képet festhetett. Közülük mintegy 700 fennmaradt különböző archívumokban és gyűjteményekben.
Hatalomra jutása után az antifasiszta propaganda azt terjesztette róla, hogy szobafestőként indult. Ennek semmi életrajzi alapja nincs. (Egyébként egész életében soha nem volt rendszeres, fizetett polgári foglalkozása.) 1938-ban Jean Effel francia karikaturista két rajza is megjelent nagy példányszámú francia lapokban, amelyeken Hitler szobafestőként Ausztriát, illetve Csehszlovákiát festi át barnára. A karikatúra természetesen a hitleri Németország terjeszkedésére utal. Lehetséges, hogy a szobafestő-legenda ezekből ered, vagy legalábbis ezeknek a karikatúráknak a nyomán terjedt el széles körben.

#### Hitler és az építészet

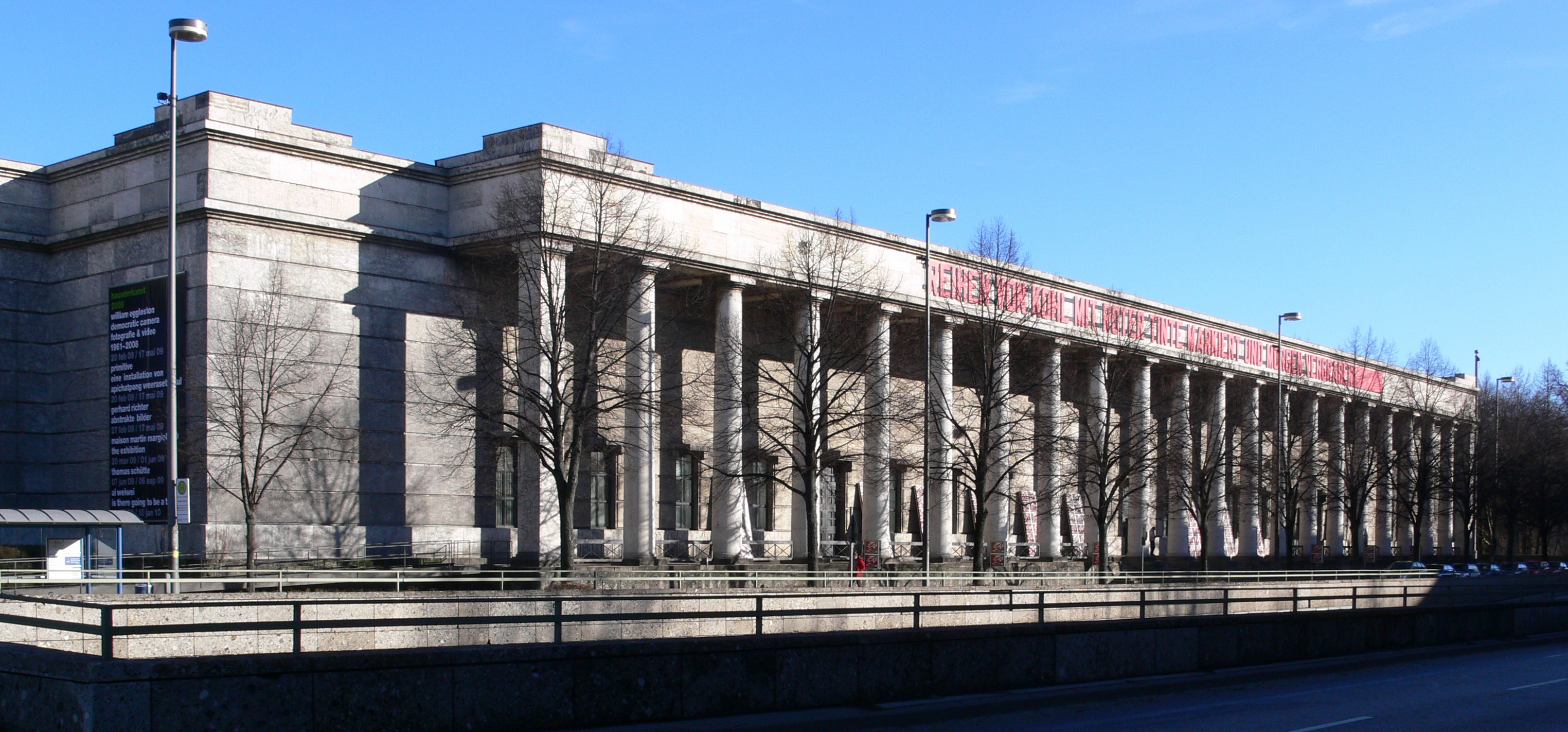
A Német Művészetek Háza (ma: a Művészetek Háza) Münchenben

Hitler a festészet mellett erősen vonzódott az építészethez is. Ez egybevágott azzal is, hogy a bécsi sikertelen festészeti felvételi vizsgáján a professzorok a rajzai alapján inkább az építészi pályát ajánlották számára. Körülbelül 24 éves korában végleg búcsút mondott festészeti terveinek, és teljesen az építészet felé fordult érdeklődésével. Addigi festői tevékenységével később sem törődött, de építészeti vázlatait gondosan megőrizte. Rendszeres tanulmányokat azonban nem folytatott, érdeklődése nagyrészt az álmodozásokban merült ki. Kancellárként azonban már tág tere nyílt annak, hogy elképzeléseit megvalósíttassa.
Építészi stílusa – ifjúkori festői törekvéseivel ellentétben – megfelelt a korszellemnek, mondhatni divatos volt. Az 1930-as évek klasszicizáló, monumentális stílusa számos világvárosban felbukkant, Moszkvától New Yorkig, Rómától Párizsig. Hitler azonban mindenki máson messze túl akart tenni. Építészeti elképzeléseinek első fő kivitelezője Paul Ludwig Troost volt, majd az ő halála után, 1934-től Albert Speer. Troost még a neoklasszicizmus keretei között maradt (Német Művészetek Háza, München), de Speer már hűségesen követte Hitler gigantomániáját. Ő tervezte a nürnbergi pártnapok színhelyét, amely végső formájában egymillió ember befogadására lett volna alkalmas. Speer tervezte Hitler elképzelései alapján a birodalmi és egyben világfőváros, a Germánia névre keresztelendő Berlin új arculatát is, olyan közhivatali épületekkel, amelyek inkább kolosszális templomokra, mint munkahelyekre hasonlítottak. Hitler ide szánta a világ legmagasabb kupolacsarnokát és diadalívét.
Számos szakértő szerint a német építészet Hitler irányítása alatt az 1934–1940 közötti időszakban történelmileg egyedülálló eredményeket ért el. Az általa támogatott építészek, Tessenow, Troost, Speer felülmúlták Mussolini vagy Sztálin építészeinek neoklasszicizmusát. Olyan új stílust akart teremteni, amely nem utánozza a történelmi stílusokat, hanem maga válik történelmivé. Az építészet terén is elismerte a kor modern technológiáit. Az autópálya-építések általa diktált ütemét a kor közlekedés-gazdasági szükségletei még nemigen indokolták, Hitler stratégiai, valamint ideológiai okokból szorgalmazta azt. Speernek egyszer kijelentette, hogy az autópálya lesz az ő Parthenónja, és hozzátette, hogy az útépítés a rómaiaktól és az inkáktól Napóleonig mindig az erős kormányzat jele volt.

#### Hitler és a nők
Hitler életrajzának kutatói semmiféle szexuális kapcsolatáról nem találtak adatot fiatalkorából. Kubizek szerint titokban vonzódott egy leányhoz, akit meglesett, amikor az anyjával korzózott az utcán, de soha nem beszélt vele. Egy másik emlékezés szerint egyszer agresszíven lépett fel egy modellt álló lánnyal szemben.
Szerelmi kapcsolatainak hiánya sok találgatásra adott alkalmat. Impotensnek vagy homoszexuálisnak tartották sokan, és már a háború elején elterjedt, hogy csak egy heréje van. (Ami különben orvosilag nem feltétlenül okoz zavart egy férfi szexuális életében.) Mindez azonban csak spekulációkon alapul. (A Híd a Kwai folyón című filmben is egy ilyen tárgyú gúnydal, a Hitler Has Only Got One Ball hangzik el az angol katonáktól, de csak fütyülve.) Ami a homoszexualitást illeti, Hitler sokáig egykedvűen tűrte a pártjában (különösen az Ernst Röhm vezette SA-ban) meglévő homoszexuális aktivitást, de semmi jel nem mutat arra, hogy ő maga homo- vagy biszexuális lett volna. Több életrajzírója viszont lappangó homoszexuális hajlamot tulajdonít neki annak alapján, hogy első igazi otthona, ahol jól érezte magát és ő sem okozott problémákat, a hadsereg volt a maga tiszta férfitársaságával. Erre utalhat az is, hogy a hosszú kések éjszakája során, amikor politikai okokból leszámolt az SA vezetőivel, dühödten támadt azok „ferde hajlamai” ellen.
Különös, sok pletykára okot adó kapcsolata volt Angela Rauballal, mostohanővérének, egyben házvezetőnőjének lányával. 1929-től a 20 éves „Gelinek” saját szobája volt Hitler hatalmas müncheni lakásában, és a pártvezér a nevelt lányaként kezelte, mindenhová magával vitte. A fiatal lányt eltiltotta más kapcsolataitól. Geli Hitler iránti rajongása fokozatosan gyűlöletté változott, és 1931-ben vitatott körülmények között öngyilkos lett. Hitlert a lány halála nagyon megrázta. Ettől kezdve kerülte a hús fogyasztását, amit sokan ezzel az eseménnyel hoztak összefüggésbe.
A nők társadalmi szerepéről álláspontja mélységesen konzervatív volt. Szerinte „a nő világa a férje, családja, gyermekei és a háza… A nőemancipáció csak a zsidó intellektus által kifundált szó, és tartalmát ugyanez a szellem határozza meg.” Fel kell éleszteni a német anya hagyományos erényeit, el kell fogadni, hogy a férfiak az élet számos területén előnyben vannak a nőkkel szemben. Ugyanakkor pártolta, hogy a lányok testnevelése olyan legyen, mint a fiúké, ők is sportos, modern életmódot folytassanak. Amikor azonban a háború alatt Goebbels a nők teljes mozgósítását kezdeményezte, Hitler ezt ellenezte.
Élettársának, Eva Braunnak még azokat a jogokat sem biztosította, amelyeket általában a német nőnek szánt. 1932-ben kialakult kapcsolatuk során őt teljesen háttérbe szorította, a nyilvánosság előtt nem vállalta. Végül közös öngyilkosságuk előtt adta meg neki az „elégtételt”, hogy Frau Hitlernek mondhassa magát.

#### Aszkétizmusa
Hitler alkatilag aszketikus hajlamú ember volt, ez különösen fiatal korában tett neki jó szolgálatot. Keveset evett, nem zavarta, ha kenyéren és tejen kívül másra nem jut. Soha nem dohányzott, alkoholt is ritkán ivott – néha egy-egy sört, ami hozzátartozott a német férfi imázsához, csakúgy, mint a bajor rövid bőrnadrág, amelyet szintén felvett néha. Nem járt nők után sem, így aztán anyagi szempontból könnyű volt szabadnak maradnia, nem kellett erőltetnie a pénzkeresetet. Meg tudott élni szerény ifjúkori apanázsából, néhány koronás festményei értékesítéséből, a szűkös katonai zsoldból, vagy a kezdő pártmunkásként tartott előadások és írt cikkek csekély honoráriumából egyaránt.
Idősebb korában kapott rá az édességre, nagyon megszerette, és erővel kellett visszafognia magát, hogy el ne pocakosodjon. Tartott attól, hogy emiatt szónokként is veszítene hatásából. Igényei kancellárként is korlátozottak maradtak: a luxusból csak a legjobb autót, a jó lakást és a megfelelő félrevonulási lehetőséget, villát igényelte.

#### Hitler vallásossága
Hitlert katolikusnak keresztelték, de vallásossága korán háttérbe szorult, hitét nem gyakorolta, misére sem járt. Politikai tevékenysége során azt tartotta szem előtt, hogy vallási állásfoglalása – különösen a katolicizmus és a reformáció összefüggésében – a választók egyik vagy másik része előtt mindenképpen hátrányos helyzetbe hozná. Ezért semleges igyekezett maradni: „A politikai vezér számára népének vallási tanai és intézményei érinthetetlenek kell hogy legyenek, különben nem szabad politikusnak lennie, hanem legyen reformátor, ha ahhoz megvan az eszköze.”
1933-as hatalomra jutása után, az új parlament megnyitója előtti hivatalos egyházi szertartáson nem vett részt, mint ahogy hivatalosan bejelentette, a katolikus püspökség ellenséges magatartása miatt nem tartotta fontosnak. A parlament első ülésén ugyan leszögezte, hogy „a kereszténységben a népi morál és erkölcsiség alapját látja”, de ebben az időben már számos pap is a koncentrációs táborokban volt. Rosenberg náci főideológus pedig ekkor megjelent könyvében fő témaként tárgyalta a kereszténység mint nemárja jelenség kártékonyságát. A mű Hitlernek nem tetszett, mert az egyházak támadása nem felelt meg céljainak. Sőt, fontosnak tartotta a nagy tömegbefolyással rendelkező egyházakkal fenntartott kapcsolatot. 1934-ben három német érsek előtt kijelentette: „Soha nem fogok Kulturkampfot indítani”. Ugyanakkor a nemzetiszocialista állam igyekezett egyre erősebb befolyást gyakorolni az evangélikus egyházra, valamint egyre erőszakosabban fordult szembe a katolikus egyházzal. 1934-ben a Gestapo meggyilkolta a német politikai katolicizmus egyik vezető képviselőjét, Erich Klausenert (1885-1934), a kapcsolatok megromlása miatt XI. Piusz pápa 1937-ben kiadta híres, a nemzetiszocializmust és annak egyházpolitikáját nyíltan elítélő Mit brennender Sorge kezdetű enciklikáját. 1936-ban Oldenburg tartomány náci vallás- és oktatásügyi minisztere, Julius Pauly elrendelte a feszületek eltávolítását az állami és oktatási intézményekből (Kreuzerlass), beleértve az egyházi fenntartású iskolákat is, a döntéssel szemben azonban olyan széles körű ellenállás, "keresztharc" (Kreuzkampf) bontakozott ki Franz Uptmoor katolikus káplán vezetésével, hogy a hatóságok a rendelet visszavonására kényszerültek. 1941-ben Hitler megfenyegette Bajorország nemzetiszocialista helytartóját, hogy lecsukatja, mert az elrendelte a feszületek eltávolítását az iskolákból. A háború alatt is gyakran mondogatta követőinek, hogy az egyház megleckéztetésével várni kell a háború utánig, akkor viszont fel kell majd szabadítani az ifjúságot a hatása alól. 1941-től Hitler nagyszabású támadást (Klostersturm) indított a német katolikus szerzetes- és apácarendek ellen, mely során több, mint 200 kolostor és 100 egyéb egyházi létesítmény bezárására és államosítására került sor. A katolikus klérusból különösen Clemens August von Galen (1878-1946) püspök, "Münster oroszlánja" (Löwe von Münster) szállt szembe nyíltan Hitler egyházpolitikájával, továbbá a nemzetiszocialista fajelmélettel, az eutanázia és kényszersterilizációs programokkal, valamint a szerzetes- és apácarendek feloszlatásával, és a kolostorok államosításával. A német protestantizmusban a Karl Barth, Martin Niemöller és a mártír Dietrich Bonhoeffer nevével fémjelzett Hitvalló Egyház (Bekennende Kirche) fejtett ki ellenállást a nemzetiszocializmussal szemben.

### München
Hitler Bécsben nemcsak a zsidókat gyűlölte, hanem magát a Habsburg kettős monarchiát, a katolikus egyházat, a polgárságot és munkásságot egyaránt. 1913 tavaszán betöltötte 24. életévét, így számítania kellett arra, hogy besorozzák az általa megvetett állam hadseregébe. Ezért május 24-én egy ismerős fiatalemberrel együtt egyszerűen felült a vonatra, és áttelepült Münchenbe.
Később többször nyilatkozott úgy, hogy a Münchenben a háború kitöréséig eltöltött jó egy éve életének legboldogabb időszaka volt. Pedig bécsi életéhez képest nem sokat változtak körülményei. Ugyanúgy képei eladásából élt nagyon szerényen. Útitársával albérletét is megosztotta. Később az osztrák sorozótisztek is utolérték, de végül fizikai gyengesége miatt minden katonai szolgálatra alkalmatlannak nyilvánították. München számára elsősorban a város „tiszta német” jellege miatt volt otthonos. „Egy német város! Micsoda ellentét Béccsel szemben!” – írta még tíz évvel később is a Mein Kampfban.
Münchenben Hitler rengeteget olvasott, és a helyi források alapján fejleszthette tovább politikai és fajelméleti elképzeléseit. A német alldeutschok elméletei azonban részben el is tértek az osztrák eszmetársaikétól. Ők is nagynémet birodalomban gondolkodtak, de nem vetették fel a kettős monarchia felbontásának gondolatát, hanem az egész Osztrák–Magyar Monarchiát vonták volna német befolyás alá. Emellett hívei voltak a tengerentúli német gyarmatosításnak is, ami Hitlert soha nem foglalkoztatta. Visszaemlékezései szerint ekkoriban fejtette ki először azt a meggyőződését, hogy „a német nemzet jövőjének kérdése a marxizmus megsemmisítése”.
Mindenesetre Hitler sokkal jobban érezte magát a háborúra és hódításra készülő német császárságban, mint a megoldatlan nemzetiségi problémákkal terhelt, felbomlás előtt álló Ausztria-Magyarországon. Hitler legkésőbb 1913-ban tisztában volt már a kettős monarchia felbomlásának elkerülhetetlenségével, sőt a maga részéről kívánta is azt.

### Katonaként az első világháborúban és a vereség után

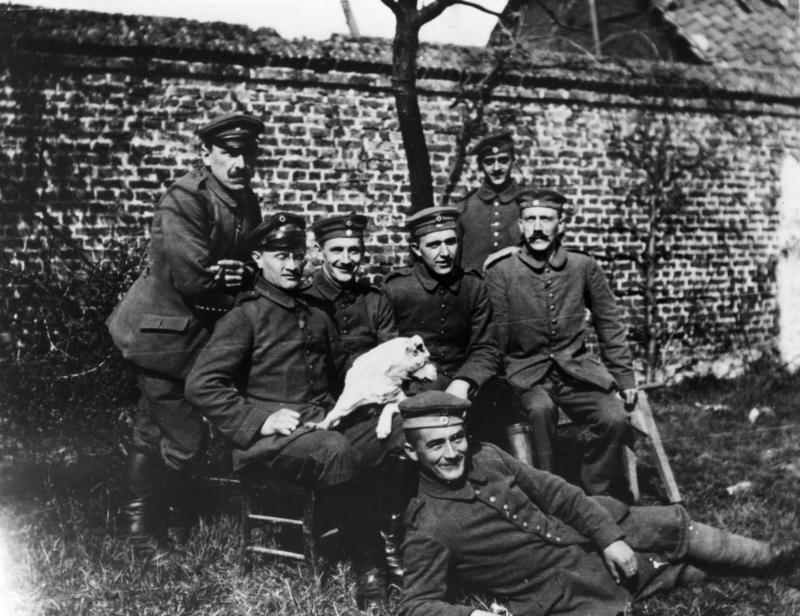
Hitler (ülő sor jobbról az első) a 16. bajor tartalékos gyalogezred katonájaként hadseregbeli társaival

Hitler a Mein Kampfban arról ír, hogy 1914. augusztus 3-án – néhány hónappal azután, hogy az osztrák hadseregből kiszuperáltatta magát – sürgős kérést intézett III. Lajos bajor királyhoz, hogy osztrák állampolgársága ellenére bevonulhasson a bajor hadseregbe, és kérésére már másnap pozitív választ kapott. A történet valószerűtlen, hiszen egy nap alatt kérése el sem juthatott az illetékesekhez, mindenesetre augusztus 16-án Hitler lelkesen bevonult a német hadseregbe (a sorozók valószínűleg nem is érdeklődtek állampolgársága iránt).
Két hónapos kiképzés után a nyugati frontra került a Bajor Királyi 16. Tartalék Gyalogezred (Königlich Bayerisches 16. Reserve-Infanterie-Regiment) állományában, 1914 őszétől az ezredet hősi halált halt parancsnokáról, Julius Listről nevezték el. Az egység feladata a Lille–Brugge-vonaltól az Ypres irányába indítandó támadás támogatása volt. Hitler 1941-ben így emlékezett vissza: „Az egyetlen olyan idő volt, amikor nem voltak gondjaim: a hat év a hadseregben; ott mindennel kiszolgálták az embert, koszttal csakúgy, mint kvártéllyal…” November 1-jén már megkapta a Gefreiter rendfokozatot, ez a német tisztesi rendfokozati csoportban az őrvezető és a tizedes között helyezkedett el. November 9-én az ezredstábhoz került küldöncnek, és a háború alatt mindvégig megmaradt ebben a beosztásban. Feladata az ezredparancsnokság és a fronton harcolók lövészárkai közötti üzenetek eljuttatása volt, gyakran súlyos tüzérségi és géppuskatűz alatt. Már 1914 decemberében kitüntették a Vaskereszt második fokozatával. 1916 októberében az észak-franciaországi harcokban sebesülés érte a lábán. Felépülése után néhány napot Berlinben, illetve Münchenben töltött. A hátország állapotát elkeserítőnek tartotta, alig várta, hogy visszatérhessen a frontra. Felettesei elégedettek voltak teljesítményével, előléptetésre is fel akarták terjeszteni, Hitler azonban tiltakozott ez ellen, bár ennek nem adta semmiféle magyarázatát. Feletteseihez való viszonyát később, a müncheni sörpuccsot követő 1924-es per során így jellemezte: „A feletteseket tisztelni, senkinek nem ellentmondani, vakon engedelmeskedni!” (németül: „Den Vorgesetzten achten, niemandem widersprechen, blindlings sich fügen”).
Bár a hasonló rendfokozatú katonák ritkán kaptak ilyen magas kitüntetést, egyik felettese, egy zsidó tiszt mégis felterjesztette őt a Vaskereszt első fokozatára, amelyet 1918 szeptemberében kapott meg. Nem sokkal később, 1918 októberében mustárgáztámadás áldozata lett az ypres-i front közelében. Valószínűleg a harctéri sokk következtében kialakult pszichoszomatikus hatás miatt átmenetileg elveszítette látását. Rövid belgiumi kezelése után a pomerániai Pasewalkba szállították. Az ottani kórházban érte a háború végének híre. A Mein Kampfban azt írja, hogy a kórházban, gyógyulása és a háborús vereség hatására formálódott meg benne az elhatározás, hogy politikai pályára lép.
1918 novemberében visszatért Münchenbe. Az átmeneti hadsereg tagja lett, amely igyekezett levezényelni a katonai vereség utáni átalakulásokat a felbomló hatalmi viszonyok közepette. Századában a szociáldemokrata befolyás volt a döntő, ennek ellenére meg tudta választatni magát századbizalminak.
1919. április 6-án Münchenben kikiáltották a Bajor Tanácsköztársaságot. Április 15-én Hitlert megválasztották a zászlóaljtanács póttagjává, azaz előrelépett a bizalmiak hierarchiájában, felvilágosító tanfolyamokon vett részt. Ekkoriból származhatnak bizonyos kezdetleges marxista ismeretei.
A Bajor Tanácsköztársaságot azonban már május 1-jére leverték a kormánycsapatok és a jobboldali paramilitáris egységek. Elrendelték a helyi illetőségű katonák leszerelését, de előtte vizsgálóbizottságoknak kellett feltárni politikai magatartásukat. A „bolsevista, spartakista, kommunista” elemeket letartóztatták. Hitler május 10-re az egyik vizsgálóbizottság tagja lett, így elkerülte a leszerelést, ami visszataszította volna őt a létbizonytalanságba, egyben fátyolt borított korábbi tevékenységére is.
Az új, teljhatalmú müncheni katonai vezetés belső elhárító részleget hozott létre a bolsevik eszmék elleni harcra és az átnevelő munkára. Ennek az élére egy Karl Mayr nevű, erősen jobboldali és antiszemita, egyébként tehetséges és ambiciózus vezérkari tiszt került, aki ötnapos beszédtanfolyamokat rendezett. (Mayr egyébként életét egy koncentrációs táborban végezte.) Hitler, a magas kitüntetésekkel ékesített katona részt vehetett egy ilyen kurzuson, ami alkalmat adott addigi ismeretei, nézetei rendszerezésére. Itt ismerte fel azt is, hogy komoly szónoki képességekkel bír.
Hitler hamarosan a vezető propagandisták közé került. Számos előadást tartott, Mayr kérésére brosúrát írt a szociáldemokrácia és a zsidóság témakörében, ahol már gyakorlatilag véglegesen megformálta antiszemita nézeteinek rendszerét.
A Mayr vezette osztag nemcsak propagandatevékenységet folytatott, hanem titkosszolgálati munkát is végzett a hadseregen kívül, a „gyanús” polgári szervezetek, pártok körében. Hitler ennek a keretében kapta azt a feladatot, hogy vegyen részt a Deutsche Arbeiterpartei (Német Munkáspárt, DAP) egyik ülésén Münchenben, 1919. szeptember 12-én. Ebből az akkor szinte jelentéktelen pártocskából lett később a Hitler vezette Nemzetiszocialista Német Munkáspárt.

## Politikusi pálya
Hitler az Anton Drexler alapította Német Munkáspárt ülésén – ahol csupán tucatnyi ember vett részt – felszólalásban utasította el az önálló Bajorországnak az egyik előtte szóló által kifejtett programját. Beszédével olyan sikert aratott, hogy néhány nap múlva levélben értesítették: felvették őt a párt tagjai sorába. Nem tudta, bosszankodjon, vagy nevessen, mert ő korábban saját párt alapítására gondolt, de végül elfogadta ezt a helyzetet, és a DAP sorrendben 55. tagja lett. Hamarosan azt is tapasztalhatta, hogy könnyen hat az emberekre, nagy politikai manipulatív és taktikai érzékkel rendelkezik. Aktivizálta új pártját, egyre nagyobb létszámú gyűléseket szervezett. Első nyilvános beszédét 1919. november 13-án tartotta egy sörözőben, a hadsereg megfigyelője szerint „mesteri módon”. Hitler maga is örömmel állapította meg, hogy tud beszélni a nyilvánosság előtt.
Hamarosan pártja vezetői közé került, háttérbe szorítva dilettáns társait. Eldöntötte, hogy a DAP-ból kialakítja saját pártját, amely mellesleg létfeltételeit is biztosítja, hiszen a hadseregben nemigen maradhatott. Ekkoriban ismerkedett meg Alfred Rosenberggel, a náci mozgalom egyik későbbi fő ideológusával, valamint Ernst Röhm századossal, aki nagyon fontos szövetségese lett a párt erőszakszervezeteinek kialakításában. Röhm rengeteg volt katonát, tisztet verbuvált a DAP soraiba, és ő alakította ki azt a kemény magot, amely a párt gyűlésein biztosította a hangulatot, és egyben kész volt lecsapni az ellenvéleményt hangoztatókra. Ekkor került Hitler környezetébe Rudolf Heß is. A párt fő propagandistája Hermann Esser lett, az alig 20 éves újságíró-zseni, aki pontosan tudta, hogyan kell annyit túlozni, hogy egy hírből szenzáció legyen, hogyan lehet valakit a sajtóban tönkretenni anélkül, hogy a rágalmazás vádját magára vonná, hogyan lehet emberfeletti imázst teremteni Hitler számára. Gátlástalanságával azonban Esser a párton belül is annyi ellenfelet szerzett magának, hogy Hitler a 30-as évek elején, amikor már pótolni tudta, megvált tőle.
A DAP programja követelte minden német egyesítését egy államban, megfelelő területet (Land und Boden) a lakosság számára, a zsidók megfosztását állampolgárságuktól és eltávolításukat a közhivatalokból, az idegenek kiutasítását, államosítást, a „kamatrabszolgaság” megszüntetését, a nagyáruházak kommunalizálását. A munkások számára nyereségrészesedést követelt a vállalatoktól, a parasztság számára földreformot, a föld ingyenes kisajátítását. A program a széles néprétegekhez szólt, de alkalmas volt arra is, hogy felkeltse a tőkések és nagybirtokosok gyanakvását és ellenérzését. Hitler ezért nem állt teljes mértékben a program mögé, bár nem is határolta el magát tőle. Tudatában volt annak, hogy szüksége van a vezető rétegek – nem utolsósorban anyagi – támogatására. Később, a Mein Kampfban a program jelentőségét jelképesként, hitvallásként aposztrofálta.
1920. február 24-én a 25 pontos program elfogadása mellett Hitler javaslatára a párt nevét is megváltoztatták Nemzetiszocialista Német Munkáspártra (Nationalsozialistische Deutsche Arbeiterpartei), amelyet hivatalosan NSDAP-nak, a köznyelvben náci pártnak rövidítettek.

### Pártelnök
1921 júliusában került sor a párton belül arra a kenyértörésre, amelynek révén Hitler egyszemélyi vezetővé vált. Hitler néhány hetet Berlinben töltött az ottani pártszervezés érdekében, ezalatt Münchenben a pártelnökség két fontos kérdésben döntést sürgetett. Azt akarták, hogy a programban a nagybirtok elleni harc egy szintre kerüljön a zsidó befolyás elleni küzdelemmel, valamint egyesülni kívántak a hasonló irányzatú kis Németszocialista Párttal. Hitler visszatért Münchenbe és ultimátumot adott a párt elnökségének: új választáson diktatórikus hatalommal felruházott pártelnököt kell választani, ellenkező esetben elhagyja a pártot. Hitler már nélkülözhetetlen volt, ha a párt nem akart visszasüllyedni a jelentéktelenségbe. Az elnökség megadta magát, a július 29-i taggyűlés Hitler elképzelései szerint zajlott, és azon őt teljhatalmú pártelnökké választották.
Hitler a pártból tömegpártot kívánt formálni, ami hatalmi törekvéseinek eszköze lehet, és elhódíthatja a munkásokat a szociáldemokráciától. Számított azokra a kispolgárokra is, akiket a lesüllyedés veszélye fenyegetett. Az NSDAP vonzáskörébe kerültek a leszerelés után egzisztenciális gondokkal küzdő katonák, fiatal tisztek is. Elsősorban ők lettek az SA tagjai is, mivel ott korábbi életükhöz hasonló életet élhettek, és kisebb-nagyobb juttatásokban részesültek. A párt felvásárolta a hadsereg készleteiben elfekvő barna ingeket, és ezeket kiosztotta az SA-ba lépő fiatalok között. Hitler kialakította a párt jelképrendszerét, a különböző jobboldali szervezetek által Európa-szerte alkalmazott ősi horogkereszt saját változatát, amelyet fehér körben vörös zászlóba helyezett. Terjedt a felemelt jobbkarral való köszönés, a Heil Hitler, és a pártelnököt elkezdték Führernek szólítani. (A Heil Hitler Wagner Rienzijéből ered, ahol elhangzik a „Heil Rienzi!” köszöntés. Később a nagy nürnbergi pártgyűlések kezdetén mindig elhangzott a Rienzi-nyitány.)
A mozgalom egyre több hívet szerzett, köztük pénzügyi támogatókat, bel- és külföldön egyaránt. Az Ébredő Magyarok Egyesülete is nyújtott támogatást ebben az időben az NSDAP-nak.

#### Hatalomátvételi kísérlet
A „hogyan tovább” kérdését Hitler Benito Mussolini példájának követésével szerette volna megoldani. A menetelés Rómába mintáját alapul véve puccsot szervezett a hatalom átvételére, az átgondolatlan kísérlet azonban teljes kudarcot vallott. A felkelést csírájában elfojtották a kormány erői, Hitlert letartóztatták, pártját betiltották.
Letartóztatása után Hitlert eleinte öngyilkossági gondolatok foglalkoztatták, de aztán a perre készülve felismerte, hogy ez jó alkalom addigi pályafutásának és politikai hitvallásának átgondolására. A per lehetőséget teremtett számára ahhoz is, hogy erről a nyilvános szószékről támadhassa a weimari köztársaság demokratikus kormányát, mint a „zsidó összeesküvés” egyik gócát. A bajor konzervatív erőket viszont a nemzeti érdek árulóiként állította be. Hitlert a bíróság végül 5 év börtönre és 200 márka pénzbüntetésre ítélte, de idegen állampolgársága miatti kiutasításától a vádlott „német érzelmei” alapján a bíróság eltekintett. Elítélése után Németországban sokan gondolták azt, hogy ezzel az „osztrák mázoló” német politikai pályafutásának vége szakadt. Hitler azonban vereségéből egyfajta „erkölcsi győzelmet” kovácsolt.

#### Börtön, Mein Kampf

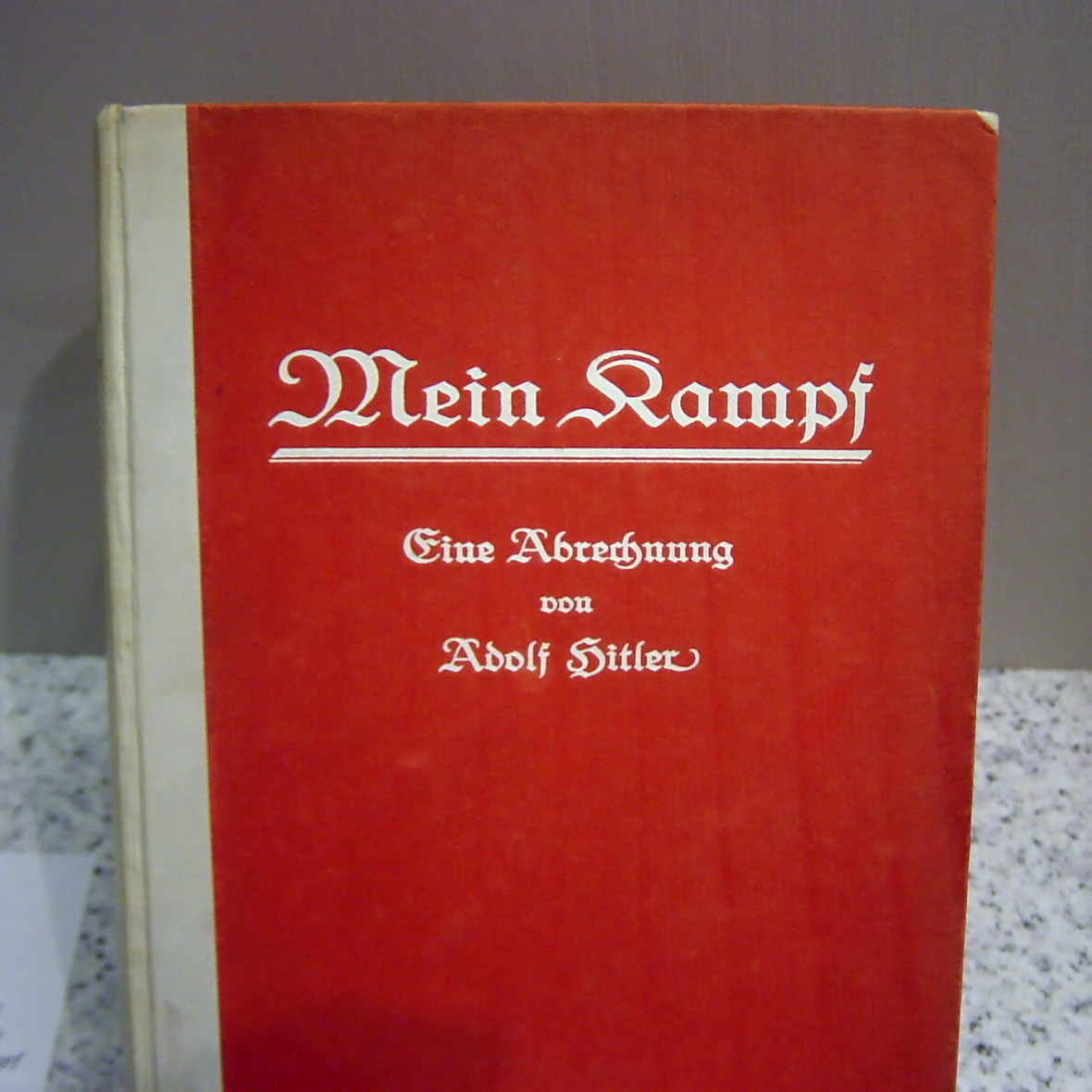
A Mein Kampf első kiadása

Landsberg am Lechben töltött ötéves büntetéséből Hitler mindössze 13 hónapot töltött börtönben. Ezalatt megírta, pontosabban Rudolf Heßnek írógépbe diktálta egyetlen, még az életében – két vaskos kötetben – megjelent művét, a közel 800 oldalas Mein Kampfot. Ebben áttekintette addigi pályafutását, megfogalmazta világnézetét, valamint politikai programját. A könyv a nemzetiszocializmus ideológiai alapvetése lett.
Megfogalmazta benne legfontosabb politikai, stratégiai céljait is:
- Egyesülés Ausztriával (Anschluss);
- A zsidóság elleni harc, mivel az egy világméretű összeesküvés révén térdre akarja kényszeríteni Németországot és az egész világot; a marxizmus, a szociáldemokrácia, a bolsevizmus, az amerikai kapitalizmus egyaránt a zsidóság műve;
- A német munkásságot az osztályharc helyett a fajok közötti harc számára kell megnyerni;
- A Szovjetunió európai területeit meg kell hódítani a „szűk helyre beszorított” germán faj számára (Lebensraum-elmélet), az ottani bolsevizmust fel kell számolni;
- Az első világháború keserű tapasztalatai alapján el kell kerülni a kétfrontos háborút, szövetségre kell lépni az árja Angliával és a fasiszta Olaszországgal;
- A parlamenti demokráciát egy germán Führer-állammal kell felváltani, amely híven képviseli majd a „népközösség” (Volksgemeinschaft) érdekeit.

A célok mellett a megfelelő módszereket is ismertette művében. Kiemelte:

„Minden propagandának népinek kell lennie, és szellemi színvonalát azok legkorlátozottabbjaihoz beállítania, akikhez fordulni gondol. Szellemi szintjét annál mélyebbre állítja, minél nagyobb kell legyen a megragadandó embertömeg.
A tömegek felfogóképessége nagyon korlátozott, ezzel szemben a feledékenység nagy. E tényekből kifolyólag minden hatékony propagandának csak nagyon kevés pontra szabad korlátozódnia, és ezeket jelzésszerűen oly sokáig használnia, amíg csak a legutolsó is képes egy ilyen szóval kapcsolatban maga elé idézni azt, amit akarunk.
Minden nagy vezér művészete abban áll elsősorban, hogy egy nép figyelmét ne szétszórja, hanem mindig csak egyetlen ellenségre összpontosítsa… Egy nagy vezér zsenialitásához hozzátartozik, hogy még az egymással ellentétben álló ellenfeleket is úgy jelenítse meg, mint amelyek egyetlen kategóriához tartoznak, mert különböző ellenségek felismerése a gyenge és bizonytalan kategóriáknál könnyen vezethet ahhoz, hogy kételkedni kezdjenek saját igazukban.”

– Hitler, Mein Kampf, 197., 198., 247. oldal

Hitler a tudatlan tömegek számára megalkotandó ellenségképet, a – modern kifejezéssel élve – „hívószót” a zsidóságban találta meg. Ennek a végletekig eltorzított alakjába aztán tetszés szerint belefoglalhatta minden ellenségét, a marxizmust, a munkásmozgalmat, a polgári baloldalt, a nemzetközi pénztőkét, a nyugati nagyhatalmakat, a polgári humanizmust, az európai jogrendet egyaránt.
Bár a börtön körülményei lehetővé tették volna, hogy onnan próbálkozzon meg pártja irányításával, Hitler ezt nem tette meg. Átengedte a párt vezetését Alfred Rosenbergnek, ő azonban képtelen volt hatékonyan szervezni az NSDAP tevékenységét.
Hitlert – jó magaviselete és a széthullóban lévő párt veszélytelensége nyomán – jóval büntetése lejárta előtt, 1924. december 20-án szabadon engedték.

#### Út a hatalomhoz
Szabadulása után Hitler új alapokról kezdte meg politikai építkezését. Nyilatkozatban biztosította lojalitásáról a bajor kormányt, tévedésnek minősítette a sörpuccsot, és felajánlotta pártja segítségét a marxizmus elleni harchoz. Ennek révén újra megnyílt az NSDAP előtt a szabad szervezkedés útja, megint megjelenhetett a pártlap, a Völkischer Beobachter is.
Az NSDAP a sörpuccs utáni betiltása miatt egy ideig más neveken, illetve más jobboldali szervezetekkel koalícióban tevékenykedett, de nem sok sikerrel. Az 1924. májusi választásokon a különböző nacionalista és nemzetiszocialista csoportok együttesen 1,9 millió szavazatot szereztek meg (vagyis a szavazatok 6,6%-át), ami decemberre 0,9 millió szavazatra, vagyis a szavazatok 2,9%-ára esett vissza. Hitler szabadulása után felmondta ezeket a koalíciókat, ragaszkodott saját egyszemélyi vezetéséhez azon az áron is, hogy a megválasztott képviselők többségét nem sikerült megnyernie a saját irányvonala számára.
Hitler tisztázni akarta állampolgári helyzetét is, 1925 márciusában kérelmezte osztrák állampolgárságának megszüntetését, és kérését szinte azonnal el is fogadták. Egyelőre azonban Hitler nem merte kérni a német allampolgárságot, ezért egészen 1932-ig papíron hontalan maradt.
A párton belül sem volt még elég szilárd Hitler helyzete. Gregor és Otto Strasser a párt vezetői közül kitűntek szervező munkájukkal, különösen Észak-Németországban, de ideológiailag Hitlertől „balra” álltak, bírálták őt a forradalmi módszerek feladása, a hatóságokkal való kiegyezés, a nagytőkésekre támaszkodás miatt. Ők is nacionalisták és antiszemiták voltak, de ellenségei voltak a kapitalizmusnak is. Ekkor még Joseph Goebbels is ehhez a csoporthoz tartozott.
Strasserék Hannoverbe, Hitlerrel nem egyeztetve, gyűlést hívtak össze, amelyen egy szociális programot alakítottak ki. Ennek széles körű megvitatására nagygyűlést kezdtek szervezni. Hitler ezt megelőzve egy másik nagygyűlést hívott össze Bambergbe, ahol szónoki tehetségével a maga oldalára állította a hallgatóságot. A két Strasser testvér ezután már nem lépett fel nyilvánosan Hitler ellen. Hasonló nézeteltérések jellemezték Hitler és Röhm kapcsolatát is. Röhm emiatt 1925-ben lemondott az SA vezetéséről, és külföldre távozott; csak 1931-ben tért vissza Hitler hívására.

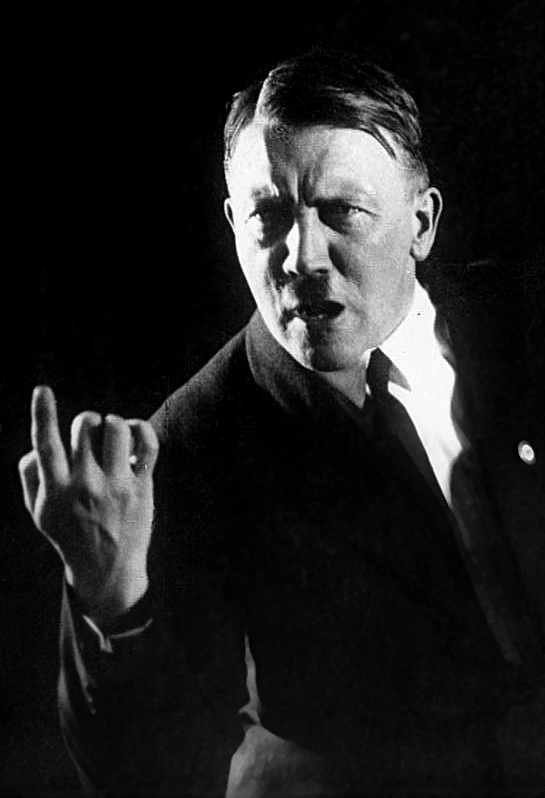
Adolf Hitler 1927-ben egy rá jellemző előadói pózban

Az NSDAP 1926-os második, weimari kongresszusa Hitler teljes győzelmét hozta. A felszólalások szövegét előre be kellett mutatni az elnökségnek, a beszédidőt korlátozták (Gregor Strasser ettől kezdve baráti körben „halott nemzetiszocializmusról” beszélt). Hitler ezután tovább fokozta erőfeszítéseit a párt befolyásának az egész országra történő kiterjesztése érdekében. Az 1927-es nürnbergi kongresszus már külsőségeiben is igazi náci rendezvény volt, zászlókkal, alakzatban menetelő egységekkel, kizárólag barna inget viselő tagokkal. A mérsékelt sajtó 15 000, a Völkischer Beobachter 100 000 felvonulóról tudósított.
A párt országos befolyása azonban alig növekedett. 1927 végén tagjainak száma alig haladta meg a 70 000-et. Hitler erre kijelentette, hogy nem is akar több párttagot, mint maximum 6–800 000 fő. Mindenesetre újra erősödtek a kritikák vele szemben. Az SA türelmetlen tagjai utcai harcokat követeltek, Strasserék pedig a Szovjetunió elleni fellépéstől óvták a pártot.
Az 1928-as választásokon az NSDAP a nagy kampány ellenére mindössze a szavazatok 2,6%-át kapta, a 491 képviselői helyből 12-t szerzett meg.

#### Hitler munkamódszerei
Hitlertől távol állt a németeknek sztereotipikusan tulajdonított rendszeretet és alaposság. Íróasztal mellett soha nem dolgozott, papírt, tollat szinte egyáltalán nem használt. Hosszabb lélegzetű utasításait is diktálta. A pártvezéri, majd a kancellári hivatalba alig járt be, legfeljebb délután. Rendszeres munkaideje nem volt, soha nem tudta senki, mikor lehet vele beszélni. Vacsorapartnereit viszont órákon át szóval tartotta, rajtuk szondáztatta meg gondolatait, elméleteit, amelyeket még nem akart a nyilvánosság elé tárni. Estéi a hajnalba nyúltak, de délelőttönként nem merték felkelteni fontos fejlemények esetén sem. Állandóan mozgásban volt, és eközben szóban adta ki rendelkezéseit környezetének. Kiemelkedő emlékezőtehetségének segítségével az ügyeket „fejben” intézte. A legfelső szintű hivatali munkára Hitler munkastílusa nagyban rányomta a bélyegét; az ügyek gyakran csak „intéződtek”, sok volt a párhuzamosság az intézmények és a személyek között egyaránt, nem lehetett azonosítani az egyes feladatok felelős végrehajtóit. Hitler maga azonban mindig tudta, mit tart igazán fontosnak, és azt általában végre is tudta hajtatni.

#### Pártfinanszírozás
Az 1920-as évek derekán Németországban lezajlott gazdasági konszolidáció és fellendülés körülményei között az NSDAP és vezetője anyagi helyzete is látványosan javult. Hitler 1925-ben bérelt egy villát Berchtesgaden mellett, majd 1928-ban meg is vásárolta azt. A hely kiválasztásában az is szerepet játszott, hogy a börtön után Hitler a menekülés esetleges szükségességére is gondolt, és ez a hely közvetlenül az osztrák határ mellett volt; Ausztriából pedig szükség esetén eljuthatott volna a baráti Olaszországba vagy Magyarországra. Müncheni bérlakását egy kilencszobás luxuslakásra cserélte. Hitler személyes jövedelmei, a beszédek, cikkek után járó honoráriumok nyilvánvalóan nem lehettek elegendőek ezek finanszírozására. Hasonlóképpen állt a helyzet az NSDAP költségvetésével. A párt rendezvényei, sajtója, röplapjai, plakátjai, az SA és a pártvezetők védelmére létrehozott SS kiadásait nem fedezhették a tagdíjbevételek.
Mindezzel azonban az NSDAP nem állt egyedül. Ebben az időszakban már a többi párt is főleg vállalkozói juttatásokból gazdálkodott. Ezek az adományok általában akkor sem voltak nyilvánosak, bár különös okuk nem volt a titkolózásra, ma pedig még nehezebb erről adatokhoz jutni. A Mercedes-Benz cég például egy luxusautót bocsátott Hitler rendelkezésére sofőrrel. Annak idején az NDK-beli történészek és mások minden erővel azt kívánták bizonyítani, hogy Hitlert kezdetektől a német finánctőke, mindenekelőtt a Ruhr-vidéki nagyvállalkozók finanszírozták, míg mások ezt vehemensen tagadták. A valósághoz minden bizonnyal az a nézet áll a legközelebb, hogy a nagy pártokat jelentős részben olyan vállalkozók finanszírozták, akik fantáziát láttak az adott pártok programjában. Támogatásukat a legtöbb esetben több párt között is megosztották.
Az NSDAP számos pénzkijárója között fontos szerepe volt például Hermann Göringnek. Maga Hitler is jó kapcsolatot ápolt a nagytőkés körökkel, rendszeresen járt hozzájuk előadást tartani. Ezekben az előadásaiban a munkásmozgalom ellen lépett fel, síkra szállt a gazdasági autonómia, a gazdasági vezetők tekintélyének elismerése mellett, és nagy ívű képet festett a német birodalom fellendüléséről. Az antiszemita kirohanások és a fajelmélet viszont kimaradtak ezekből a beszédeiből.

### A hatalom megszerzése
Hitler számára a politikai fordulópont a nagy gazdasági világválság során érkezett el. Hitler a világválságot megelőző jólét éveiben figyelmeztetett beszédeiben, hogy a weimari köztársaság vezetése a gazdaságot nagyban amerikai kölcsönökből finanszírozza, és e külső függőség miatt bármikor összeomolhat. Amikor a világválsággal Hitler jóslata váratlanul valósággá vált, a jólét éveiben csupán radikális szélsőségesként elkönyvelt Hitler a német közvélemény szemében hirtelen a világot helyesen felmérő látnokká változott. A válság előjelei 1928–29 telén már érezhetőek voltak. 1929 februárjában a munkanélküliek száma túllépte a 3 milliót. Kezére játszott Hitlernek a jóvátétel ügyének újbóli napirendre kerülése is. Az első világháború minden felelősségét néhány vesztes államra, főleg Németországra rótta a párizsi békerendszer, amely nemcsak igazságtalan volt, hanem bonyolultsága miatt teljesen alkalmazhatatlan is. 1928 körül már senki nem fizetett semmit ennek keretében. Ekkor Owen Young amerikai bankár vezetésével létrehoztak egy bizottságot a jóvátételi rendszer felülvizsgálatára. A Young-terv, amely egészen 1988-ig ütemezte volna át a jóvátételi kiadásokat, végül semmivel nem lett igazságosabb vagy egyszerűbb, csak arra volt alkalmas, hogy – különösen a közeledő válság körülményei között – felszítsa az össztársadalmi felháborodást Németországban.
A Young-terv ellen Alfred Hugenberg sajtómágnás, a Deutschnationale Volkspartei (Németnemzeti Néppárt) elnöke vezetésével bizottság alakult, amely célul tűzte ki a terv népszavazás útján történő elítélését és egyúttal a radikális jobboldal összefogását. Hugenberg a felső középosztályhoz tartozott, tömegei nem voltak, ezért szövetséget ajánlott a „népi” náci pártnak. Hitler ezúttal nem ódzkodott a pártszövetségtől, mindent egy lapra tett fel, bízva abban, hogy más szövetségeseihez hasonlóan Hugenberget is ki tudja majd szorítani a vezetésből. Elsősorban a sajtóbirodalmát akarta felhasználni saját céljaira. A népszavazási kampány során az SA legénysége elérte a 100 000-es létszámot, Hitler pártja országos ismertséget szerzett, és a nagytőkés körök is egyre határozottabban mögé álltak. Az 1930. szeptemberi parlamenti választások előtt Hitler már szinte korlátlan pénzeszközökkel és sajtóval rendelkezett hatalmas kampányához. Abban bízott, hogy 50-60 képviselői helyet szerez pártja. Az eredmény viszont 107 mandátum lett (az 575-ből), a két évvel korábbi 810 000 helyett 6,4 millió szavazatot kaptak. Az NSDAP a Reichstag második legnagyobb pártja lett.
A válság közben egyre súlyosbodott. 1931 elején az országot elöntötte a csődhullám, a munkanélküliek száma 5 millióra emelkedett. Az NSDAP igyekezett tovább szítani az elégedetlenséget, bojkottokat szervezett, utcai verekedéseket provokált, sztrájkokat kezdeményezett, akár a kommunistákkal együttműködve is. A Heinrich Brüning vezette kormányzat kudarcot vallott a válság kezelésében. Hindenburg államelnök és környezete azon volt, hogy a rogyadozó államot a középjobb, konzervatív erők összefogásával támogassa meg. Hitler viszont arra törekedett, hogy az elnök – alkotmányos lehetőségével élve – őt és még kisebbségben lévő pártját bízza meg a kormányalakítással, azonban ebben csalódnia kellett.
A nemzeti jobboldal erői Hugenberg vezetésével 1931. október 11-re Bad Harzburgba gyűlést hívtak össze az összefogás deklarálása érdekében. Hitler nem térhetett ki e találkozó elől, de továbbra sem kívánta megosztani leendő hatalmát senkivel. Ezt külsőségekben is deklarálta: a találkozóra utoljára érkezett, és elsőként távozott. Utána viszont a náci párt Braunschweigben önálló nagygyűlést szervezett, ahol csak az SA felvonulása 6 órát vett igénybe.
A gazdasági válság miatt is állandósuló politikai válság közepette, 1932-ben összesen öt nagy választási kampányra került sor (kétfordulós köztársasági elnöki, tartományi és két Reichstag-választás). Az NSDAP mindennek a pénzügyi nehézségeit gond nélkül állta. Ebben nagy szerepe volt annak, hogy Hitler élete egyik legsikeresebb beszédét tartotta 1932. január 26-án a düsseldorfi Iparosklubban. Abból indult ki, hogy a nyomor oka nem a válság, nem a versailles-i békerendszer, hanem a vezetők alkalmatlansága és a demokrácia kiegyenlítő működése, ami ellentétes a nép érdekeivel. A demokrácia és az internacionalizmus egymástól elválaszthatatlan fogalmak, nyomukban eltűnik a különbség az árja és a mongol, néger között és egy nap majd a Népszövetségnek is néger lehet az elnöke. A demokrácia a magántulajdonnal is összeegyeztethetetlen, és végeredményben az ostobák és lusták uralmához vezet. Saját jelentőségét abban adta meg, hogy ő az, aki szembeszáll a bolsevizmussal, amely enélkül 300 év alatt meghódítaná a világot, ahogy annak idején ugyanennyi idő alatt meghódította azt a kereszténység. Hitler a nagytőkések előtt ezúttal sem szólt fajelméletéről.
Az 1932 tavaszán lezajlott államfő-választásokon Hitler nagy reményekkel indult. Előtte sikerült megoldania egy régi „technikai” problémát – nem volt még német állampolgár. 1929-ben Bajorországban, majd később Türingiában próbálkozott ennek megszerzésével, sikertelenül. Végül a náci befolyás alatt álló Braunschweigben kapott egy fiktív kormánytanácsosi posztot és ezzel az állami hivatalnoki kinevezéssel együtt járt az állampolgárság is. 1932. február 26-án tette le az esküt arra a német államra, a demokratikus köztársaságra, amelynek szétzúzása elsőrendű politikai célja volt. Hitler az elnökválasztások első fordulójában a Goebbels irányította elképesztő kampány ellenére azonban csak második lett, 30,23%-kal Hindenburg (49,45%) mögött. (Ernst Thälmann, a kommunisták jelöltje a szavazatok 13,23%-át, Theodor Duesterberg, a nemzeti jobboldal – vagyis a Német Nemzeti Néppárt és a Stahlhelm – jelöltje a szavazatok 6,81%-át kapta.) A váratlan kudarc csak fokozta Hitler elszántságát, a második fordulóban már repülővel járta Németországot, hogy még több beszédet mondhasson. „Belerágtam magam ellenségembe, és ettől az ellenségtől nem távolítanak el…” – jelentette ki március 15-én weimari beszédében. De a második fordulóban is csak a szavazatok 36,68%-át szerezte meg, Hindenburg maradt az elnök (52,93%).
Hindenburg sikere láttán a kormány megpróbált rendet teremteni az utcákon. Több náci központban házkutatást tartottak, április 13-án pedig Wilhelm Groener hadügyminiszter kezdeményezésére az elnök betiltotta az SA és az SS tevékenységét. Hitler azonban ezt is felhasználta a következő, ezúttal tartományi választásokon folytatott kampányában, és felszólította a betiltott testületek tagjait, hogy „egyszerű párttagokként teljesítsék kötelességüket”. Április 16. és 24. között Hitler a repülős módszerrel 25 városban tartott választási beszédet. Pártja a különböző tartományokban 30-40%-os eredményeket ért el. Kormányt alakítani azonban egyedül a korabeli Anhalt Szabadállam(de) tartományban tudtak.
A gazdasági válság azonban nem enyhült, a politikai válság pedig csak elmélyült az országban. A nácik botrányos jeleneteket provokáltak a birodalmi és a tartományi parlamentekben egyaránt, a politikai gyűlések mindenhol utcai verekedésekkel jártak, polgárháború-közeli állapot alakult ki. A rendőrség négy náci képviselőt a parlament üléstermében tartóztatott le. Brüning kormánya körül elfogyott a levegő. A tarthatatlan helyzetben egyes vezető politikusok úgy vélték, hogy Hitler bevonása a hatalomba valamiképpen „megszelídítheti” a náci párt tombolását. Május 30-án Hindenburg elbocsátotta Brüning kormányát és Franz von Papent, a konzervatív, katolikus nemesség képviselőjét, a Német Centrum Párt (Deutsche Zentrumspartei) jobboldalán elhelyezkedő volt diplomatát nevezte ki miniszterelnöknek. Papen kisebbségi kormányának esélye sem volt arra, hogy a Reichstagban megszerezze a többséget, elnöki szükségrendeletekre támaszkodva kormányozhatott csak. Hindenburg ezért fel is oszlatta a parlamentet és a lehető legtávolabbi időpontra, június 30-ra tűzte ki az új választásokat.
Június 16-án újra engedélyezték az SA és az SS tevékenységét, a tilalmat már amúgy is semmibe vették. Csak június második felében 17 politikai gyilkosság történt. A legnagyobb német tartomány, Poroszország szociáldemokrata kormányát elnöki rendelettel feloszlatták, a helyi kormányzat élén maga Papen lett a birodalmi biztos. A szociáldemokrata párt megadta magát. A hatmilliós munkanélküliség mellett elképzelhetetlen lett volna egy általános sztrájk, ami a katonai puccs veszélyével is járt volna.
Megkezdődött az új választási harc, vagy inkább folytatódott a permanens kampány. Hitler legfontosabb célkitűzése az apró polgári pártok felszámolása, és a Centrum Párt bázisának kikezdése volt. A kampányban további újításokat vetettek be, filmeket, hanglemezeket készítettek, terjesztettek. Hitler repülőútjaival 53 városba jutott el beszédet tartani. A választások eredménye azonban ellentmondásos volt számukra. Ugyan tovább növelték szavazóik számát 37,4%-ra és 230 mandátummal a legnagyobb párt lettek a Reichstagban, de nem sikerült átütő sikert elérniük. A kis polgári pártokat ugyan sikerült felmorzsolni, a szociáldemokraták is visszaestek, de a kommunisták és a Centrum Párt is növelte szavazatainak számát. Goebbels így értékelt: így sohasem szerezzük meg az abszolút többséget!
Papen és a Centrum Párt tárgyalni kezdett Hitlerrel egy új kormány alakításáról, amelyben alkancellári címet ajánlott a számára. Hitler azonban Hindenburggal folytatott augusztus 13-i tárgyalásán ragaszkodott a kormány „és az állam teljes körű vezetéséhez”. Az elnök így megállapította, hogy Hitler a kormányon kívül kíván maradni és „lovagias” ellenzéki magatartást kért tőle.

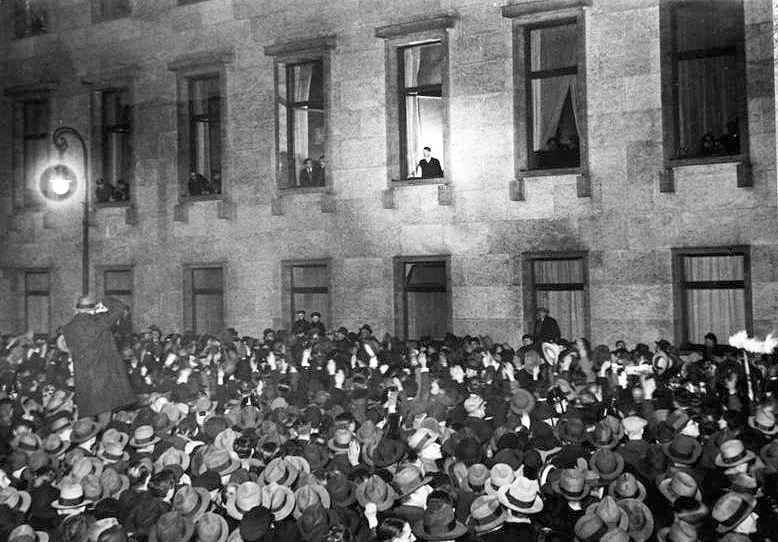
Hitler Berlinben, az ablakból üdvözli a népet kancellári kinevezésének napján, 1933. január 30-án, este

A jelentős választási siker tehát nem volt elegendő Hitler hatalomra kerüléséhez, sőt politikai kudarcot jelentett. Számítania kellett arra, hogy sikertelensége láttán híveinek egy része elfordul tőle. És valóban, amikor az állandósuló politikai patthelyzet miatt megint új választásokat kellett kiírni 1932 novemberére, az NSDAP kétmillió szavazatot veszített, és csak a szavazatok 33,1%-át, 230 képviselői hely helyett 196-ot szerzett.
Hindenburg Kurt von Schleicher tábornokot nevezte ki miniszterelnöknek, aki részint a szakszervezetekkel akart konzultálni a válság kezeléséről, részint pedig az NSDAP-n belül Gregor Strasserrel tárgyalt, mivel ő a hajthatatlan Hitlerrel ellentétben hajlandónak mutatkozott elfogadni az alkancellári posztot. A helyzet rendkívül veszélyes lett Hitler számára: ha sikerül megszilárdítani a kormányzatot az ő részvétele nélkül, az a személyes politikai bukását jelentette volna. (Később, 1934-ben, a hosszú kések éjszakáján mind Schleichert, mind Strassert meg is gyilkoltatta.) A párt vezetői előtt durván lehordta alvezérét, aki erre nyomban visszavonult terveitől, és külföldre utazott. Schleicher így maga is kudarcot vallott és ellenlábasa, Papen kapott lehetőséget, aki azt javasolta Hindenburgnak, hogy nevezze ki Hitlert kancellárrá, és ő alkancellárként majd kézben tartja. Így lett Hitler kancellár 1933. január 30-án (szöges ellentétben azzal a legendával, hogy szabad választásokon jutott volna hatalomra).

## Kancellár és Führer

### Belpolitikája

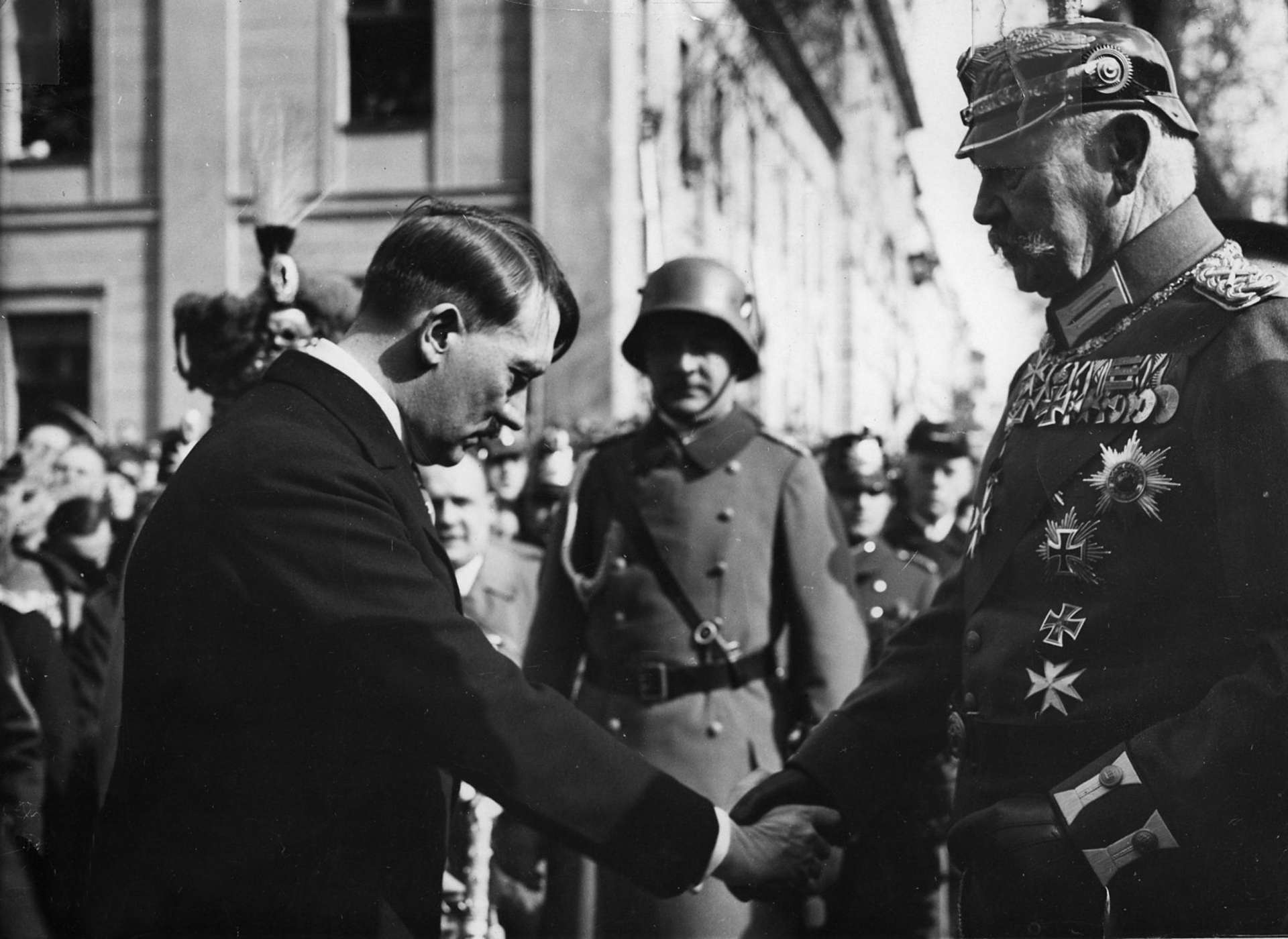
Hitler meghajtja fejét Hindenburg birodalmi elnök előtt (1933. március 21.)

Hitler természetesen átlátott Papen és társai képzelgésein. Tudta, hogy a kancellári poszt megszerzésével döntő lépést tett a teljhatalom megszerzéséhez, bár a kormányban rajta kívül csak két nemzetiszocialista volt. Első nyilatkozatában, 1933. február 1-jén a helyzet súlyosságát hangsúlyozta: „Az örökség, amit átveszünk, rettenetes. A feladat, amit meg kell oldanunk, a legnehezebb, ami emberemlékezet óta a német államférfiak előtt állt.” Meghirdette, hogy két négyéves terv keretében helyreállítja a gazdaságot, megszünteti a munkanélküliséget és a külpolitikában kivívja a német egyenjogúságot.
Másnap a hadsereg parancsnokai előtt már kevésbé békés húrokat pengetett. Biztosította hallgatóságát arról, hogy az országban csak egyetlen katonai erő létezhet, a Reichswehr, a milíciának (SA) csak belpolitikai feladatai lehetnek. Kijelentette, hogy fel kell számolni a versailles-i békerendszer korlátozásait, vissza kell állítani az általános hadkötelezettséget, modern légierőt és hadiflottát kell létrehozni, mégpedig abból a célból, hogy új életteret hódítsanak meg Keleten és azt kíméletlenül germanizálják. Erre stratégiai és élelmezési okokból egyaránt feltétlen szükség van.
Új választásokat tervezett, hogy az államhatalom birtokában végre olyan eredményt érjen el, amivel megerősíti vezető szerepét és megszabadulhat a többi koalíciós partnertől. E választásokat 1933. március 5-re tűzték ki. A kampány kellős közepén, február 27-én felgyújtották a Reichstagot. Mindmáig tisztázatlan, hogy náci provokáció volt-e, vagy a magányos őrült kommunista gyújtotta fel a hatalmas épületet mintegy 60 helyen, de az kétségtelen, hogy az esemény Hitler kezére játszott. Az égő épület híre hallatán így kiáltott fel: „Most megvannak!… Most nincs kegyelem… A kommunista képviselőket még az éjjel fel kell akasztani. Mindent lefoglalni, ami a kommunistákkal kapcsolatban áll. A szociáldemokraták és a Reichsbanner iránt sincs többé kímélet.” (A Reichsbanner Schwarz-Rot-Gold azaz Fekete-vörös-arany Birodalmi Lobogó több, a politikai centrumhoz közeli párt által a köztársaság védelmére létrehozott, a szociáldemokraták által dominált félkatonai szervezet volt.)
Már február 28-án szükségállapotot vezettek be, felfüggesztették a polgári szabadságjogokat és sok kommunista és szociáldemokrata képviselőjelöltet börtönbe zártak, illetve külföldre üldöztek. A márciusi választásokon a nácik még így sem tudták megszerezni az abszolút többséget, „csak” 43,9%-ot kaptak. Hitler számára további csapás volt, hogy a kommunista összeesküvés tervét később a bíróságon sem sikerült igazolni (igaz, az a gyanú sem nyert igazolást, hogy Göring akkori parlamenti elnök lakását a Reichstaggal összekötő földalatti folyosót használva az SS „besegített” az elmebeteg Marinus van der Lubbénak). Hitler a jogászokat addig sem kedvelte, ettől fogva azonban gyűlölte őket.
Bár a szavazás eredménye csalódást okozott az NSDAP-nak, ennek már nem volt nagy jelentősége. Az új kormány első ülésén kinevezték forradalomnak a választást és úgy tettek, mintha hatalmas győzelmet arattak volna.
Hitler hatalmas léptekkel indult meg programja végrehajtásának útján. Már öt nappal a választások után, törvényi alap nélkül, az SA-ra támaszkodva feloszlatta a tartományok parlamentjeit és kormányait, helyükre birodalmi biztosokat nevezett ki. „A mai nappal a nemzeti kormány egész Németországban kezébe vette a hatalmat. Ezáltal a nemzeti felemelkedés további menete felülről irányított, tervszerű folyamattá vált” – jelentette ki. Az idézet második mondata egyben a saját türelmetlen híveinek szóló figyelmeztetés is volt. A forradalom megtörtént és le is zárult, egyéni akcióknak nincs helye.
A Reichstag első ülésének (1933. március 21.) legfontosabb feladata Hitler számára a felhatalmazási törvény elfogadtatása volt, ami a rendeleti kormányzás bevezetését, egyben az érdemi parlamenti tevékenység végét is jelentette. Hitler kijelentette, hogy e törvény nem csorbítja a birodalmi elnök jogait, a parlamentet pedig időről időre továbbra is tájékoztatni fogja azért… A törvény elfogadásához kétharmados többség, azaz a Centrum Párt támogatása is kellett. Nekik megígérték, hogy Hitler ír számukra egy levelet, amelyben garantálja, hogy a törvényt csak kivételes alkalmakkor veszi majd igénybe. A soha meg nem írt levélről azt állították, hogy úton van, de a szavazás előtt nem érkezett meg, ennek ellenére a Centrum Párt igennel voksolt. 1933. március 23-án a Reichstag határozatban érvénytelenítette a KPD képviselőinek mandátumait. A kommunista képviselők és a szociáldemokraták egy része ekkorra már börtönben volt. Az SA körbevette az épületet és megfélemlítették a képviselőket. A szociáldemokrata képviselők maradék része úgy tervezte, hogy nem vesz részt az ülésen, így nem lett volna meg a parlament szavazóképessége, de a náci párt elfogadtatott egy olyan módosítást, mely szerint a hiányzó képviselőket is jelenlévőknek kell tekinteni. Így a szociáldemokraták is részt vettek és nemmel szavaztak.
A felhatalmazási törvény kiiktatta a parlamentet, négy évre a kormányt hatalmazta fel törvényalkotásra, beleértve az alkotmánymódosítást, nemzetközi szerződések kötésére. Lejárta után természetesen meghosszabbították. A törvény koalíciós partnereivel szemben is teljhatalmat adott Hitlernek, immár semmi szüksége nem volt rájuk.
A teljhatalom birtokában Hitler először a zsidó népcsoportra támadt rá. Március 28-án meghirdette a zsidó tulajdonú boltok bojkottját. Az SA és más náci szervezetek tagjai igyekeztek megakadályozni a vásárlókat, hogy a kijelölt boltokba belépjenek. Az akció azonban csak mérsékelt eredménnyel járt.
A szakszervezetekkel szemben Hitler más taktikát választott. Bár már a munkásvezetők százai voltak börtönben, május 1-jét állami ünneppé nyilvánította és hivatalos parádét szervezett. A felvonulásokon így a szociáldemokrata és kommunista munkások is együtt meneteltek az NSDAP aktivistáival. Május 2-án viszont az SA és az SS osztagai megszállták a szakszervezeti székházakat és egyéb intézményeket, megsemmisítették a munkásmozgalom bázisait. Hamarosan törvényileg kisajátították a szociáldemokrata párt minden vagyonát, június 22-én pedig jogutód nélkül megszüntették a pártot. Nemsokára bekövetkezett az összes többi párt felszámolása is és már július 14-én törvényben rögzítették, hogy az egyedüli párt Németországban a Német Nemzetiszocialista Munkáspárt.

#### Leszámolás a jobboldali táboron belüli ellenfelekkel
Ernst Röhm és társai nem fogadták meg Hitler intelmeit, miszerint a forradalom befejeződött, és komoly fegyveres erővé kívánták alakítani az SA-t. Néhány más politikus is kritikus volt Hitlerrel szemben, így a Hindenburg elnök által támogatott Papen alkancellár júniusban nagy beszédben bírálta politikáját a marburgi egyetemen. Hitler hosszas előkészületek után, 1934. június 30-a és július 2-a között az SS segítségével leszámolt az SA engedetlen vezérkarával, és egyúttal a tőlük teljesen független konzervatív jobboldalon belül is nagy tisztogatást hajtott végre. A hosszú kések éjszakájának nevezett incidens során százas nagyságrendben likvidálták Hitler ellenfeleit, aki teljhatalmára támaszkodva visszamenőleges törvényben teremtett jogi alapot e gyilkosságokra, az állam védelmének szükségességére hivatkozva. Papen maga megmenekült, de munkatársai közül többen, így a marburgi beszéd írója is a tisztogatás áldozatává vált.

#### Hindenburg utódja
Hindenburg 1934. augusztus 2-án hosszú betegeskedés után meghalt. Új elnökválasztás kiírása helyett Hitler kabinetje – még a felhatalmazási törvény előírásain is túllépve – egy törvényt adott ki, amely az elnöki és kancellári jogokat összevonta és azt a „Vezér és Nemzeti Kancellár” cím alatt Hitlernek adta. Hindenburg hatalmas gyászpompával végrehajtott temetése után a hadsereg minden tagjának, az összes állami alkalmazottnak fel kellett esküdnie Hitler mint fővezér személyére. Augusztus 19-én ezt népszavazással erősítették meg, de az eredmény a Führer számára csalódást okozott. Országos átlagban 10% volt a nemek aránya, de helyenként, katolikus vidékeken ez elérte a 30%-ot is. Mindenesetre ezután Németországban minden tekintetben töretlenül érvényesült Hitler akarata. Nekiláthatott a „zsidókérdés” megoldásának is.
1935. szeptember 15-én hozta meg Hitler a nürnbergi törvényeket. Ez érvénytelennek nyilvánította a zsidók és nem-zsidók között meglévő házasságokat. „Birodalmi polgár” kizárólag német vagy rokon vérű egyed lehetett. Németország nemzeti lobogója horogkeresztes zászló lett.
1938. november 9-én történt meg az úgynevezett kristályéjszaka. Ezt a nevet betört zsidó üzletek és zsinagógák ablakainak darabjairól kapta. Azon az éjszakán több millió ablaküveget törtek be Németországban. A náci rohamosztagosok zsidó üzleteket és zsinagógákat gyújtottak fel, de csak azután, miután kirabolták azokat.

### Gazdaságpolitikája
Hitler a gazdaságot illetően a politika, a hatalom elsődlegességének elvét vallotta. Egy államosításra vonatkozó kérdésre még 1932-ben állítólag azt felelte: „Miért államosítanám a német ipart? Én a népet fogom államosítani.” A gyáriparosok előtt kifejtette: „Nem az történt, hogy a német ipar világméretű diadala következtében megerősödött a német hatalom, hanem a német hatalom teremtette meg a lehetőséget a német ipar későbbi felvirágzásához.” 1937-ben részletesebben is kifejtette nézeteit: „Ha a német iparosok azt mondanák nekem, ezt és ezt nem vagyunk képesek végrehajtani, akkor azt válaszolnám: rendben, akkor majd én kézbe veszem. De ha azt hallom tőlük, hogy ezt meg tudjuk csinálni, akkor örülök, hogy nem kell magamra vállalnom.”
Hitler a hatalomra jutása után gyorsan leállította a nemzetiszocialista „baloldal” antikapitalista képzelgéseit. Letörte a kisiparos-kiskereskedő rétegek azon törekvéseit is, hogy hatalomhoz jussanak a nagyvállalatok és a fogyasztási szövetkezetek elleni kampány révén. Gyorsan véget vetett a „rendi állam” akkoriban divatos eszméjének is, amely szerint a különböző foglalkozási ágak rendekbe tömörülve szabályozták volna magukat és végső soron az egész gazdaság működését. Ehelyett már 1933-ban elfogadtak két kartelltörvényt, amelyek az állam kezébe adták a piacszabályozás legfontosabb eszközeit. Gyorsan kialakult az államilag szervezett kapitalizmus, ami elsősorban a nagyiparnak biztosított lehetőségeket. A nagytőkések anyagilag virultak, de egyidejűleg üzleti döntéseik szempontjából kényszerpályára kerültek. 1936-ban megindult a négyéves terv, az intenzív fegyverkezés terve azzal a céllal, hogy 1940-re elérjék a háborús készenléti állapotot.

### Külpolitikája
1934-től a második világháború kirobbanásáig Hitler gyakorlatilag minden külpolitikai törekvését siker koronázta, annak ellenére, hogy gyakran komoly kockázatot vállalt lépéseivel. Hihetetlen sikersorozatának kétségtelen tehetségén kívül sok más oka is volt. A versailles-i békerendszerről már a győztesek is felismerték, hogy több problémát teremtett, mint amennyit megoldott, ezért hajlottak annak bizonyos felülvizsgálatára, legalábbis az aktuális vezetőknek rossz volt a lelkiismeretük miatta. Az Egyesült Államok például nem is ratifikálta ezeket a békéket. A status quo tehát tarthatatlan volt, és a nyugat-európai vezetők között sokan voltak, akik – hasonlóan az olyan német politikusokhoz, mint Papen és Hugenberg – bíztak Hitler józan ítélőképességében, valamint kommunistaellenességében. Ezért úgy vélték, hogy a Führer agresszivitását kis engedményekkel kelet felé lehet fordítani.
Az első lépés a Saar-vidék visszacsatolása volt, de ehhez Hitlernek még nem sok köze volt. A békeszerződés előírásainak megfelelően 1935 januárjában, 15 év elteltével, az ottani lakosság dönthetett a terület hovatartozásáról, és az etnikai összetételnek megfelelően túlnyomó többséggel Németországot választották. Bár Hitler ezt természetesen a maga sikerének tulajdonította, azonnal tovább is lépett. Elhalasztatta az angol külügyminiszter tervbe vett berlini látogatását, és március 9-én egyoldalúan bejelentette: Németország légierőt hoz létre. Március 16-án deklarálta, hogy a Reich (vagyis a birodalom) 36 hadosztályt állít fel, és visszatér az általános hadkötelezettséghez; ezzel még a Reichswehr vezetőit is meglepte, akik a maguk részéről egyelőre kisebb lépésekben gondolkodtak. A bejelentés másnapján volt a német hősök napja, ez lehetőséget adott arra, hogy a nagyszabású ünnepség keretében temessék a versailles-i béke egyik legfontosabb előírását. A volt antant hatalmai jegyzékben tiltakoztak, de a britek egyben azt is megkérdezték, hogy aktuális-e még külügyminiszterük berlini tárgyalása. A londoni magyar követ erről úgy jelentett, hogy Hitler számára „aranyhidat épített” ez a brit „tiltakozás”.
Hitler folyamatosan és merészen alkalmazta a megtévesztés, a „kettős beszéd” taktikáját. Minden hallgatósága előtt azt mondta, amit az illető közegben hallani akartak. Nemzetközi téren ez úgy valósult meg, hogy időről időre nagy békebeszédeket tartott, elsősorban Anglia megnyugtatására. 1935. május 21-én például a Reichstag előtt hosszan taglalta, hogy a „nemzetiszocialista Németország mély belső világnézeti meggyőződésből akarja a békét”. Ugyanezen a napon viszont életbe léptette a titkos birodalmi honvédelmi törvényt, ezzel létrehozva a Wehrmacht névre átkeresztelt hadsereg új szervezetét, és megbízta Hjalmar Schachtot a háború gazdasági előkészítésével.

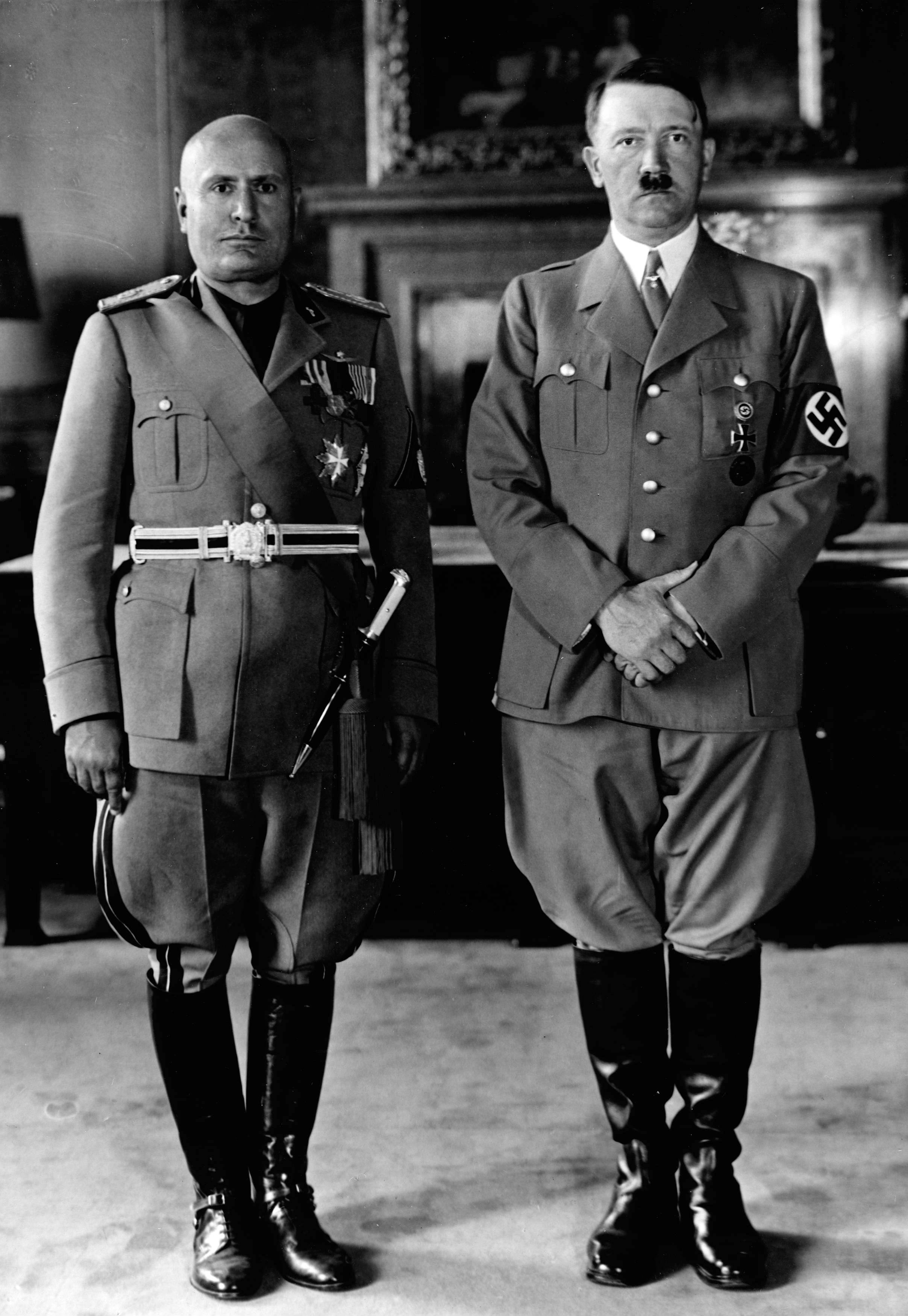
Mussolini és Hitler

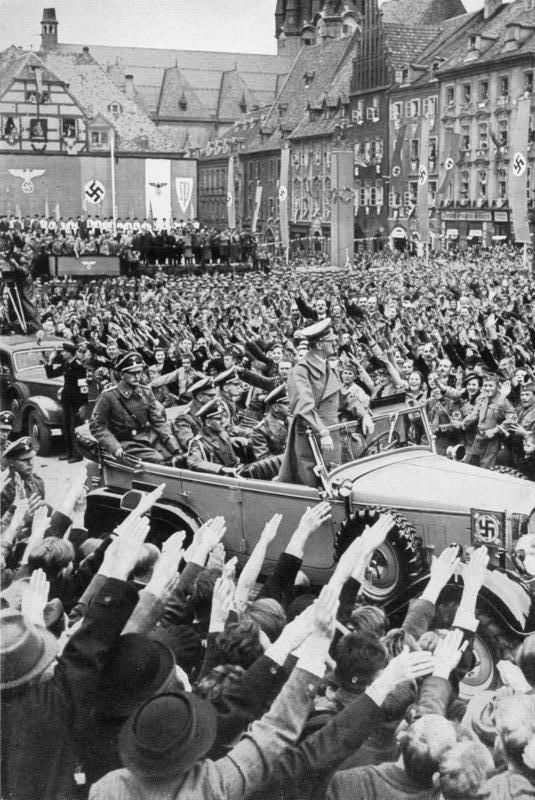
Hitler a Szudéta-vidéken (1938 októbere)

Hitler fő célja egy angol-német flottaegyezmény létrehozása volt. Németországnak nem nagy szüksége volt erre, mert geostratégiai helyzete miatt alig volt esélye a világtengerekre való kijutásra, de meg akarta bontani az angol-francia-olasz együttműködést, a locarnói egyezmény kapcsán létrejött úgynevezett stresai frontot. Végül júliusban Nagy-Britannia a franciákkal és az olaszokkal való egyeztetés nélkül aláírta ezt az okmányt, ami Németországnak a brit hajóhad 35%-ának megfelelő hadihajótér építését engedélyezte. Hitler élete legszebb napjának nevezte ezt a dátumot, de később még sok alkalma volt hasonló kijelentésekre.
Hitler következő lépése az első világháború befejezése után demilitarizált Rajna-vidék katonai megszállása volt, amit diplomáciailag alaposan előkészített. 1936. március 7-i bejelentését erről és a locarnói szerződés felmondásáról különböző javaslatokkal és ígéretekkel ellensúlyozta, köztük egy 25 évre szóló szerződést ajánlott Franciaországnak. Ezzel elérte, hogy a külföld reagálása a provokatív lépésre néhány tiltakozó jegyzékben kimerült.
Az 1936-ban megrendezett berlini olimpiát Hitler jó alkalomnak tekintette eszméi nemzetközi propagálására. A Völkischer Beobachter a legélesebb hangú cikkekben követelte a zsidó és a néger sportolók kitiltását a rendezvényről. Amikor azonban emiatt több állam bojkottal fenyegette meg Berlint, Hitler visszakozott, sőt „jóakarata jeléül” engedélyezte egy zsidó apától származó német sportolónő indulását is. Később, amikor Speer az ő megrendelésére, Berlin leendő átépítésének keretében elkészítette egy óriási stadion tervét is, Hitler megjegyezte: az 1940-es olimpia még Tokióban lesz, de utána minden olimpiát Berlinben rendeznek majd meg.
1936-ban tört ki a spanyol polgárháború. Hitler jelentős, bár az olasz támogatástól messze elmaradó segítséget nyújtott Franco tábornoknak, egyúttal a harcokat kihasználta a német haditechnikai fejlesztések kipróbálására, valamint saját kommunistaellenes propagandája céljaira is.
A fokozatos német-olasz közeledés jegyében 1936. október 25-én létrehozták az úgynevezett Berlin–Róma tengelyre vonatkozó szerződést, amely egyelőre a bolsevizmus elleni közös harcon kívül kevés konkrétumot tartalmazott. November 25-én Németország és Japán kötötte meg a Szovjetunió ellen irányuló antikomintern paktumot, amelyhez 1937-ben Olaszország is csatlakozott. 1939. május 22-én Németország és Olaszország írta alá az acélpaktumot.
Hitler ezután Ausztria felé fordult. Benito Mussolini Olaszországát, amely Ausztriával szoros kapcsolatokat ápolt, azzal nyugtatta meg, hogy elismerte etiópiai hódításait. 1936 júliusában létrehoztak egy olyan német-osztrák szerződést, ami a két ország politikájának szoros egyeztetését írta elő, majd 1938-ban, miután a német és az osztrák nácik Ausztriában súlyos belpolitikai válságot idéztek elő, a Wehrmacht bevonult Ausztriába, megtörtént az Anschluss.
A következő célpont Csehszlovákia volt. Az ország összlakosságának 28%-a, az akkori Németországba ékelődő csehországi területek lakosságának mintegy fele német volt, akiknek zöme összefüggő területen, az úgynevezett Szudétavidéken lakott a német határ mentén. Hitler célja politikusként kezdettől fogva minden német egyesítése volt birodalmában. Azonban Csehszlovákiával szemben sem a versailles-i békerendszer valamiféle racionális revíziójára, hanem az ország teljes felszámolására törekedett. Már 1936-ban megfogalmazta Konrad Henleinnek, a Szudétanémet Párt vezérének: „A csehektől mindig annyit kell követelni, hogy sose lehessünk elégedettek.” Amikor azonban 1938 májusában növelte a nyomást az országra, a csehszlovák kormány részleges mozgósítást rendelt el. Hitler erre kidolgoztatta a katonai támadás tervét, amelynek időpontjául október 1-jét tűzte ki. Közben tárgyalások folytak Anglia és Németország között, és az angol fél váratlanul engedékenynek bizonyult. Hitler nem örült ennek, mert Csehszlovákia teljes felszámolása volt a célja, és az angolokkal csak a német lakosságú Szudétavidékről folytak a tárgyalások. Ezért Magyarországot is ismételten biztatták, hogy az angol-német tárgyalások idején támadják meg Csehszlovákiát, kész helyzet elé állítva így a feleket. Erre azonban Magyarország nem volt hajlandó, mert így a háború kirobbantásának bűnbakjává vált volna.
Szeptember 26-án Hitler nagy beszédben biztosította partnereit: „ez az utolsó követelés, amit Európával szemben felállítok”. Másnap hatalmas katonai felvonulást rendeztetett Berlinben, de a lakosság váratlanul semmi lelkesedést sem mutatott a küszöbön álló háború iránt. Végül szeptember 29-én Anglia, Franciaország és Németország aláírták a müncheni egyezményt a Szudétavidék Németországhoz csatolásáról. A müncheni egyezmény folyományaként született meg az első bécsi döntés, ami Trianon részleges és ideiglenesnek bizonyult orvoslásaként a Felvidék magyarlakta területeinek egy részét visszajuttatta Magyarországnak.
Fél év múlva, 1939. március 15-én azonban Hitler mégis megszállta és felosztotta egész Csehszlovákiát. A Berlinbe rendelt Emil Hácha csehszlovák elnök ugyanis a végletes erőszakkal, bombázásokkal való fenyegetés hatására aláírta azt a papírt, miszerint ő hívta be a német erőket országába. Hitler ezután berontott a titkárnői szobájába, és boldogan kijelentette: „Gyerekek! Hácha aláírt! Ez életem legnagyobb napja! A legnagyobb németként fogok bevonulni a történelembe!” Ez a lépés hadiipari szempontból is rendkívül fontos volt Németország számára, mert a háborúra való felkészüléshez égető szükségük volt a Škoda Művek termelésére, amint azt Eckhardt Tibor is kifejtette John Montgomery budapesti amerikai követnek.
Hitler azonban ezzel a hódítással átlépte a nyugati hatalmak tűréshatárát. Azt hitte, hogy sikerült bebizonyítania: a demokráciák ideje lejárt, és tehetetlenek vele szemben, holott ellenkezőleg: 1939. március 15-én világossá vált mindenki számára, hogy Németország nem a versailles-i békerendszer hibáinak békés revíziójára törekszik, hanem hódító háborúra, és Hitlernek egyetlen ígéretét sem lehet komolyan venni. Ezzel akarata ellenére mozgósította ellenfeleit a végsőkig folytatandó harcra.

### Egészségi állapota
1938-ban, legnagyobb sikerei idején Hitler gondolkodásában jelentős fordulat állt be. Nem volt hipochonder, de addig is gyakran aggódott egészségéért. Orvosait maga választotta, aszerint, hogy azok azt mondták-e, amit hallani szeretett volna. Túl sok gyógyszert is fogyasztott. Fizikuma korábban is gyenge volt, de betegségtudata csak ekkoriban öltött kritikus méreteket. Egyre gyakoribb gyomor- és bélpanaszai mai kifejezéssel élve ugyan pszichoszomatikus eredetűek voltak, de kellemetlen közérzetet okoztak. (1944-ben aztán állapota Parkinson-kórral súlyosbodott.)
Egészségi állapota következtében minden tevékenységét felgyorsította, félt, hogy nem marad elég ideje a maga elé tűzött feladatok végrehajtásához. 1938 januárjában utasította Speert, hogy egy éven belül építse fel az Új Birodalmi Kancellária épületét. (Az épület egyébként határidő előtt két nappal elkészült.) Nem sokkal a diadalmas Anschluss után, 1938. május 2-án lediktálta részletes magánvégrendeletét. Ami azonban a legfontosabb: felgyorsította hódító terveinek végrehajtását is.

## Hitler, a hadvezér

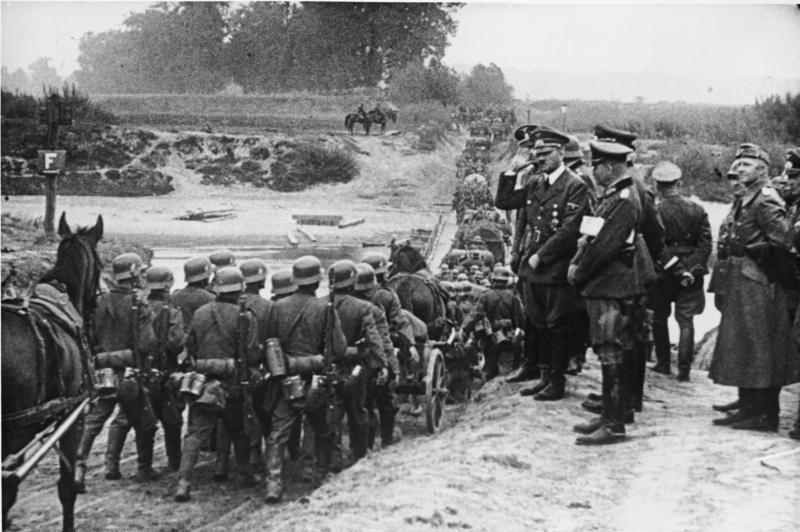
Hitler szemlét tart a lengyelországi hadjárat során (1939 szeptember)

Csehszlovákia felszámolása után Hitler Lengyelország felé fordult (amely Csehszlovákia feldarabolásában maga is részt vett), hiszen fő céljához, a Szovjetunió nyugati területeinek megszerzéséhez azon keresztül vezetett csak út. Paktumot ajánlott Varsó számára, és a versailles-i szerződés danzigi és poroszországi rendelkezései felülvizsgálatáért cserébe ukrán területeket ígért. A lengyel kormány azonban nem hitte el Hitler ígéreteit, nem fogadta el javaslatait. Tudták, hogy Hitler célja egy német fennhatóság alatti névlegesen önálló ukrán állam, ami veszélyt jelentene a lengyelek által az első világháború után kapott ukrán lakosságú területekre nézve is. Ugyanezért természetesen hallani sem akartak arról, hogy a Szovjetuniótól fogadjanak el segítséget a német törekvések ellen. A brit kormány is megértette, hogy a további engedmények céltalanok, Hitlert mielőbb meg kell állítani, mert különben csak egyre erősebb lesz. London a német ajánlatok kemény lengyel elutasítása nyomán, március 27-én garanciát ajánlott Lengyelországnak egy német támadás esetére, amit Varsó azonnal elfogadott. Hitler tudta, hogy sem az angolok, sem a franciák nem fognak tudni tényleges segítséget nyújtani Lengyelországnak, mégis kedvezőtlen fejlemény volt számára, mert felidézte a kétfrontos háború veszélyét. Ezért gyökeres fordulatot hajtott végre a Szovjetunióhoz fűződő kapcsolataiban, és taktikai okokból 1939. augusztus 23-án megnemtámadási egyezményt kötött vele, amelynek titkos záradékában felosztották egymás közt Lengyelországot és a Baltikumot. Így minden akadály elhárult Lengyelország megtámadása elől.

„Fogok majd propagandisztikus indokot adni a háború kitöréséhez, mindegy, hogy hihető lesz-e. A győztest nem kérdezik meg, hogy vajon igazat mondott-e vagy nem. A háború elkezdésénél és vezetésénél nem a jogról van szó, hanem a győzelemről.”

– Hitler a lengyelországi támadás megindítása előtt. Idézi Joachim Fest: Der Führer. Frankfurt/M-Berlin-Wien, 1978. 813. oldal

Németország szeptember 1-jén megindította a támadást a lengyelek ellen. Franciaország és Nagy-Britannia emiatt hadat üzent Németországnak, ezzel kitört a második világháború, ami hosszú távon megnyerhetetlen volt Németország számára. Hitler előtt még számos hatalmas katonai győzelem állt, de a végső vereség elkerülhetetlenné vált.
A német haderő megkezdte a haditechnikában jóval elmaradottabb lengyel erők felőrlését. Szeptember 17-én a szovjet hadsereg hadüzenet nélkül betört Kelet-Lengyelországba, így már két oldalról támadták a lengyel államot. Szeptember 27-én a Wehrmacht elfoglalta Varsót, s ezt a lengyel kapituláció követte. Megtörtént Lengyelország IV. felosztása: Nyugat- és Közép-Lengyelország Németországhoz került, Kelet-Lengyelország pedig a Szovjetunió része lett. A német veszteség csak 46 000 katona volt, de a milliós lengyel sereg felőrlődött.

### Háborús céljai
Hitler még 1936-ban, amikor javában a békét hirdette nyilvános, a nyugati hatalmak megnyugtatását célzó beszédeiben, memorandumot készített a beindítandó négyéves tervről. Ebben kifejtette, hogy „amennyiben a legrövidebb időn belül nem sikerült a Wehrmachtot a világ első hadseregévé fejlesztenünk, Németország elvész!… Túl vagyunk népesedve, és saját földünk révén nem tudjuk élelmezni magunkat… Kielégítő megoldást csak az élettér kiterjesztése, illetve népünk nyersanyag- és élelmiszerbázisának kiterjesztése jelent.” Ezért leszögezte: a német hadseregnek és a német gazdaságnak négy éven belül háborúképesnek kell lennie.
Nyugat-Európában a francia hatalom felszámolása, mint fontos cél mellett Hitler reménye újra meg újra feléledt arra vonatkozóan, hogy az általa tisztelt Angliát leválaszthatja a szövetségesek oldaláról és faji alapon szövetségesévé teheti, vagy legalábbis különbékét köthet vele. Ez volt még az ardenneki offenzíva egyik célja is a háború vége felé.
Az Egyesült Államokkal kapcsolatban nem voltak közvetlen tervei. Abban bízott, hogy ha az Óvilágban Németország vezető hatalom lesz, akkor az amerikaiak befolyását itt meg lehet szüntetni és a német világuralom kiteljesítését utódai fejezik majd be.
Hitler 1939. augusztus 11-én Carl Jacob Burckhardt, a Népszövetség danzigi főmegbízottja előtt kifejtette:

„Minden, amire vállalkozom, Oroszország ellen irányul, ha a Nyugat túl ostoba és vak ahhoz, hogy ezt felfogja, kénytelen leszek az oroszokkal megegyezni, leverni a Nyugatot, és veresége után összpontosított erőmmel a Szovjetunió ellen fordulni. Szükségem van Ukrajnára, hogy ne éheztethessenek ki bennünket ismét, mint az utolsó háborúban.”

– Carl J. Burckhardt: Meine Danziger Mission 1937-1939. München, 1960., 348. oldal

Ami Kelet-Európát illeti, Hitler szerint a kisállamok kora lejárt. Lengyelországban és a többi államban egyaránt a nemzeti elitek megsemmisítésére, és általában e népek létszámának, különösen az oroszokénak jelentős csökkentésére készült. Vendégeivel folytatott rendszeres „asztali beszélgetésein” gyakran részletezte elképzeléseit. Eszerint a meghódított területeken utakat, vasutakat kell építeni, új falvakat létrehozni, hogy az odatelepített németek és más germánok ugyanolyan jól érezzék magukat, mint a volgai németek. A bennszülött lakosságot viszont a szolgák szerepére kell lesüllyeszteni. Hitlernek nagyon tetszett a szovjet falvakban elterjesztett vezetékes rádiók rendszere, amit át akart venni. 1942. március 3-án egy ebéd mellett kifejtette, hogy a legjobb az lenne, ha ezeknek az embereknek csak egyfajta jelbeszédet tanítanának meg. Ezenkívül a rádió majd közli velük, amit tudniuk kell, és hallgathatnak zenét minden mennyiségben. „Az oroszok, ukránok, kirgizek stb. olvasás- és írásismerete… csak kárt okozhat.” „Még a faluközösségek kialakítását is úgy kell irányítani, hogy… ne jöhessenek létre egységek. Mindenképpen megakadályozandó, hogy a nagyobb orosz területeken egységes egyházak keletkezzenek. A mi érdekünkben leginkább az állna, ha minden falunak meglenne a saját szektája, amely kifejlesztené sajátos istenelképzelését. Még ha e módon egyes falvakban varázslókultuszok alakulnának ki, mint a négereknél és az indiánoknál, ezt csak üdvözölhetnénk, mert növelné az orosz térben a szétszabdaló elemek számát.”

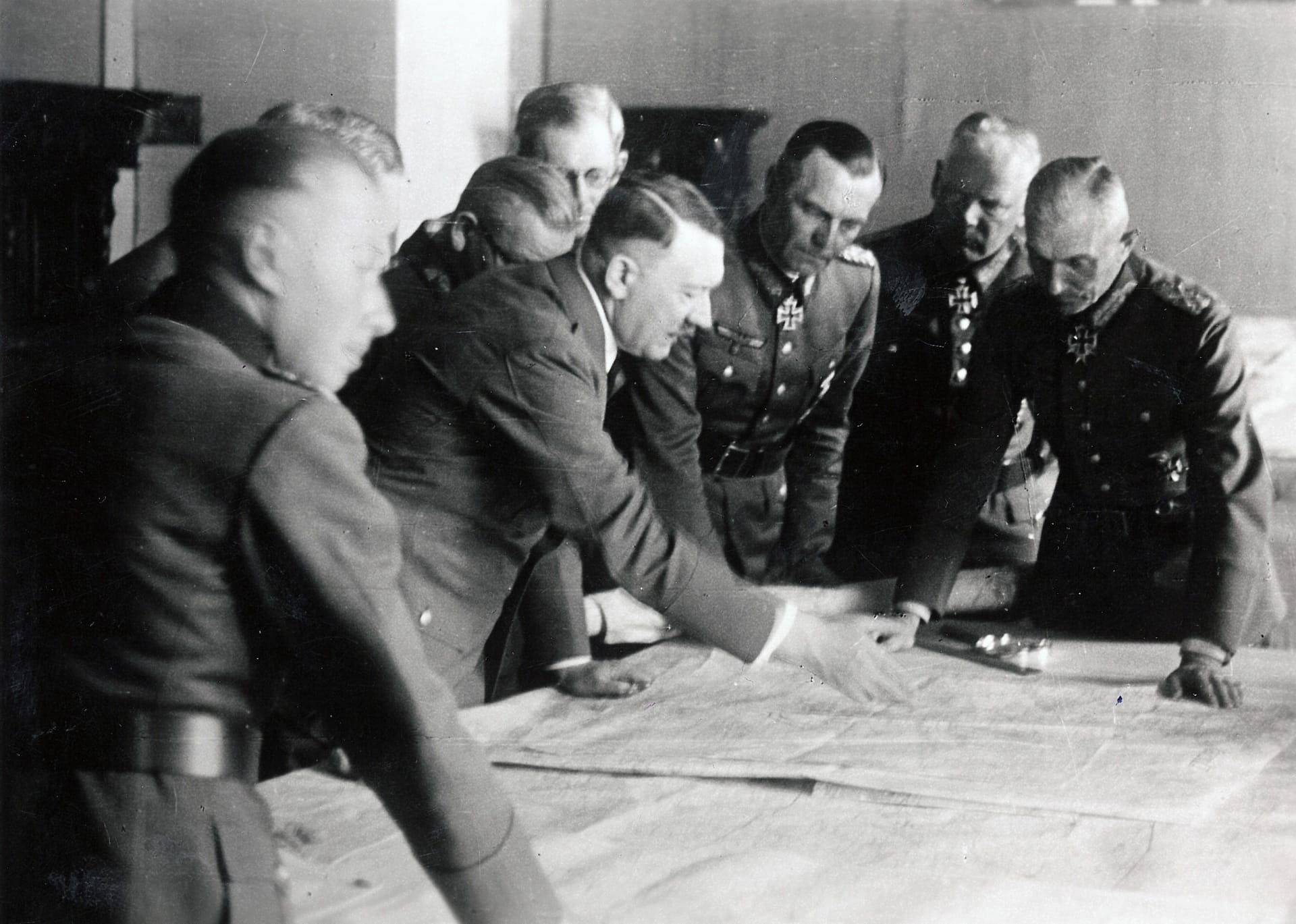
Hitler 1942 júniusában a Dél Hadseregcsoporttal folytatott megbeszélésein

A volt Szovjetunió nyugati területein négy tartományt alakított volna ki: Ostland az Fehéroroszországot és a Baltikumot, Moszkóvia pedig Oroszország nagyobbik részét foglalta volna magába. Ukrajna tartományhoz jelentős orosz területeket csatolt volna, végül a Kaukázus vidéke lett volna a negyedik tartomány. Fennmaradt és kelet felé korlátozottan terjeszkedhetett volna Finnország, Románia pedig a besszarábiai és Dnyeszteren túli terület birtokába juthatott volna.
Hitler tisztázta, hogy „a legrövidebb idő alatt a családok millióit kell áttelepíteni keletre, tisztességes házakat és tanyákat építeni nekik, elhatárolni a számukra szükséges földdarabokat.” Nem csak németeket, de más germánokat, így hollandokat, dánokat, norvégokat is át kell telepíteni. Más germán népek áttelepítését azonban csak lassú folyamatként képzelte el, meghatározott létszámban, azért, hogy a leendő német többség számára kellően ellenőrizhetőek és „megemészthetőek” legyenek.
A német „fajszakértők” egy része felvetette, hogy a szőke, kékszemű szláv népesség egy részét „vissza lehet germanizálni”. Hitlert ez nem befolyásolta, szerinte a helyi lakosság létszámát „radikálisan vissza kell szorítani”, más részüket pedig át kell telepíteni az Uralon túlra.
Hitler elképzeléseit több hivatal és szervezet próbálta hivatalos formába önteni, míg végül kialakult egy hivatalos változat, a Generalplan Ost, amelyet Himmler 1942. június 12-én hagyott jóvá. Ez többek között a lengyel lakosság 80–85%-ának, a csehek 50–75%-ának, a Szovjetunió európai területei orosz lakosságának 50–60%-ának a megsemmisítését vagy elűzését irányozta elő. A területek benépesítésével, igazgatásának megszervezésével megbízott SS 1942 közepére jelentős földterületeket szerzett főleg Ukrajnában, ahol európai német kisebbségeket – dél-tiroliakat, bánátiakat, besszarábiaiakat, Dnyeszteren túliakat – telepítettek volna le.
A keleti övezetet, elsősorban az Urál és a Kaszpi-tenger vonalát követő határt katonai támaszpontok lánca egészítette volna ki.
A háborús események nem tették lehetővé e célok megvalósítását. Az SS 1942 vége felé megszervezett egy transzportot, amelyben a lengyel-szovjet határterületen lévő Volhíniai-hátság helyi német lakosságának egy részét telepítették át – akaratuk ellenére – hét „megtisztított” ukrán faluba. Az áttelepültek további sorsa nem ismeretes, további ilyen akciókra nem került sor.
A Balkánnal kapcsolatban Hitlernek nem volt végleges terve. Ugyan hajlott arra, hogy a Duna-vonaltól délre eső területeket Mussolini érdekszférájának ismerje el, de elképzelhető, hogy Mussolini birodalmát sem tekintette fajilag egyenrangúnak a germánokkal, hiszen pl. az SS telepítési és fajnemesítési terveiből fajidegenként az olaszok is egyértelműen ki voltak zárva.

### Hitler és Magyarország
Hitler Magyarországgal kapcsolatos ritka megnyilvánulásai közül elsőként az említendő, hogy már fiatal korában arról álmodozott, hogy a szülővárosának tekintett Linzet az általa a Duna két partján való elhelyezkedése miatt csodált Budapest példájára, de annak szépségét meghaladóan, és a megvetett Bécs kulturális ellensúlyozására „a Duna gyöngyévé” kellene fejleszteni. Ezzel azt is be akarta bizonyítani, hogy „…a német szellem és a német művészeti alkotás messze felülmúlja a magyarokét”. Linz átépítése még a második világháború vége felé is foglalkoztatta.
1938. augusztus 23-án Horthy Miklós tárgyalásokat folytatott Berlinben, amelynek során Hitler a Csehszlovákia elleni támadásra igyekezett rávenni magyar partnerét. A magyar politikusok azonban, akik ekkor már 20 éve dolgoztak a területi revízió érdekében, erre nem voltak készek. Hitler erre sértetten visszavonta kérését, kijelentve, hogy „aki az asztalnál akar ülni, annak legalább a főzésben kell segítenie”.
Nem közvetlen Hitler személyéhez kötődik, de jellegzetes az a beszélgetés, amelyet Dr. von Erdmannsdorf budapesti német követ folytatott Montgomery amerikai követtel a magyarországi zsidótörvényekről 1938. december 17-én. Eszerint mélyen egyetértettek abban, hogy a magyaroknak a gazdasági élet számos területén még nagyon sokat kell tanulniuk, az alapokról kiindulva. Amíg ezt el nem végzik, nem tudnak meglenni a zsidók nélkül, vagy valaki másnak kell átvennie a zsidók helyét.
Hitler 1940 nyarán Galeazzo Ciano olasz külügyminiszterrel közösen fogadta Teleki Pál magyar miniszterelnököt, aki az Erdélyre vonatkozó magyar igényeket ismertette. A megbeszélésről Goebbels így írt naplójában:

„A magyarok a Führernél szégyentelen követeléseket adtak elő. A Führer azt tanácsolta nekik, harcoljanak értük. Erre meghátráltak. Ő mély megvetéssel viseltetik a magyarok iránt. A legaszociálisabb rendszerük van, amit csak a történelem ismer. Ebből ered vonzódásuk az angol demokráciához is.”

Így kezdődött az a tárgyalássorozat, amely 1940. augusztus 30-án a második bécsi döntéshez vezetett. Ez 43 000 négyzetkilométernyi területet juttatott vissza Romániától Magyarországnak, Erdély északi részét. Hitler egyúttal biztosította a maga számára a két ország katonai támogatását, mert mindkét fővárosban arra számítottak, hogy a végleges területi osztozkodás az ő jóindulatától függ majd a háború után.
Hitler egy időben hajlott a magyarországi németek kitelepítésére a meghódított keleti területekre, amit Horthy melegen támogatott. Hitler egy másik szempontja azonban ennek ellentmondott, nagyon fontosnak tartotta ugyanis, hogy a Duna teljes hosszát a németek uralják. A magyarországi németek nagy része nem akarta elhagyni hazáját, a volksbundisták viszont úgy vélték, nem nekik kell távozniuk, hanem a magyar uralmat kell németre cserélni.
1943 áprilisában Hitler kesselheimi találkozójukon a szemrehányások özönével árasztotta el Horthy Miklóst, többek között szemére vetette, hogy a Donnál a magyar csapatok gyalázatosan viselkedtek. Horthy visszautasította a vádakat: „Egy hadsereg, amelynek 160 000 halottja és 30 000 sebesültje volt, mindenesetre nem viselkedett gyalázatosan. Ráadásul két magyar ezred fedezte a német csapatok visszavonulását. Beszámítandó még a zsidó munkaszolgálatos zászlóaljak 36 000 főnyi vesztesége.”

### A nyugat-európai hadjárat
A szovjetek keleten birtokba vették a Molotov–Ribbentrop-paktum által nekik jutó területeket. Egyedül Finnország tudott komolyabb ellenállást tanúsítani, de 1940 márciusára az úgynevezett téli háborúban legyőzték a finneket, és elvettek tőlük 50 000 km²-t. Hitler 1940 áprilisában megindította nyugat-európai hadjáratát. Először áprilisban Norvégiát és Dániát támadta meg a Wehrmacht, nagy sikerrel. Május 10-én – amikor Churchill lett a brit miniszterelnök – megindult a támadás Hollandia és Belgium ellen, melyeknek fegyverletétele már a hónap végén a Führer kezében volt. Ezután Franciaország következett. A francia és a brit vezérkar Belgium felől várta a támadást, ahonnan az 1914-ben is jött, oda csoportosítva erőik zömét. Csakhogy a németek átkeltek az Ardenneken, s megindultak május közepén a tengerpart felé, s azt elérve bekerítették az ellenséges erőket, majd június elejére felmorzsolták őket. Ezután a Wehrmacht megindult 1940. június 5-én Párizs irányába, s bevonult a francia fővárosba június 14-én. A kormány és a főparancsnokság délre menekült. Még a vereség előtt az olaszok is hadat üzentek az összeomlás előtt álló Franciaországnak, de csak egy kis területet tudtak elfoglalni. Ezután Pétain marsall fegyverszünetet kért, s a franciák június 22-én aláírták a kapitulációt, méghozzá ugyanabban a vasúti vagonban, ahol azt a németek írták alá 1918-ban. Ezzel megalázta Hitler a franciákat, de a németek mégis engedékenyek voltak, mert így a francia tengerentúli területek nagyobbrészt a németekkel "szövetséges" Vichy-kormány irányítása alatt maradtak: Délkelet-Franciaország nem került megszállás alá, s Pétain vezetésével névleges önállóságot kapott. Az egyetlen ellenfél Nagy-Britannia maradt. A nácik sikereiket az újféle villámháborús stratégiának köszönhették, amely az első világháború elejétől nagyban különbözött. Ennek során a páncélosokkal és azt követő gépesített gyalogsággal áttörték az ellenség leggyengébb pontjait, majd katlanokat létrehozva kerítették be az ellenség erőit. Csapataikat tömeges repülőgép-bevetéssel is támogatták, eredményesen használták a mozgó tüzérséget. A francia hadvezetés ezzel szemben még mindig az erődrendszerekben bízott.

„Mindeddig sikerült eltitkolnunk az ellenség előtt Németország valódi céljait, amint 1932 előtt hazai ellenségeink sem tudták soha, merre tartunk, és hogy a törvényességre tett eskünk is csak trükk volt… Letartóztathattak volna néhányunkat 1925-ben, és ezzel végünk lett volna. Nem, átengedtek bennünket a kritikus ponton. Ugyanez történt a külpolitikában is… 1933-ban a francia külügyminiszternek azt kellett volna mondania (ha én lettem volna a francia miniszterelnök, én meg is teszem), hogy: „az új birodalmi kancellár az az ember, aki megírta a Mein Kampfot, amelyben ez és ez áll. Ez az ember nem tűrhető meg a közelünkben. Vagy eltűnik, vagy bevonulunk!” De nem tették ezt. Békén hagytak bennünket, hogy átcsússzunk a kritikus ponton, hogy kikerüljük a veszélyes zátonyokat. És amikor készen álltunk, jól felfegyverkezve, jobban, mint ők, akkor elkezdték a háborút! ”

– Goebbels titkos tájékoztatója 1940 áprilisában, Norvégia lerohanásának éjszakáján. Idézi: Kissinger: Diplomácia. Budapest 1996. 291. oldal

### Katonai vezetési képességei

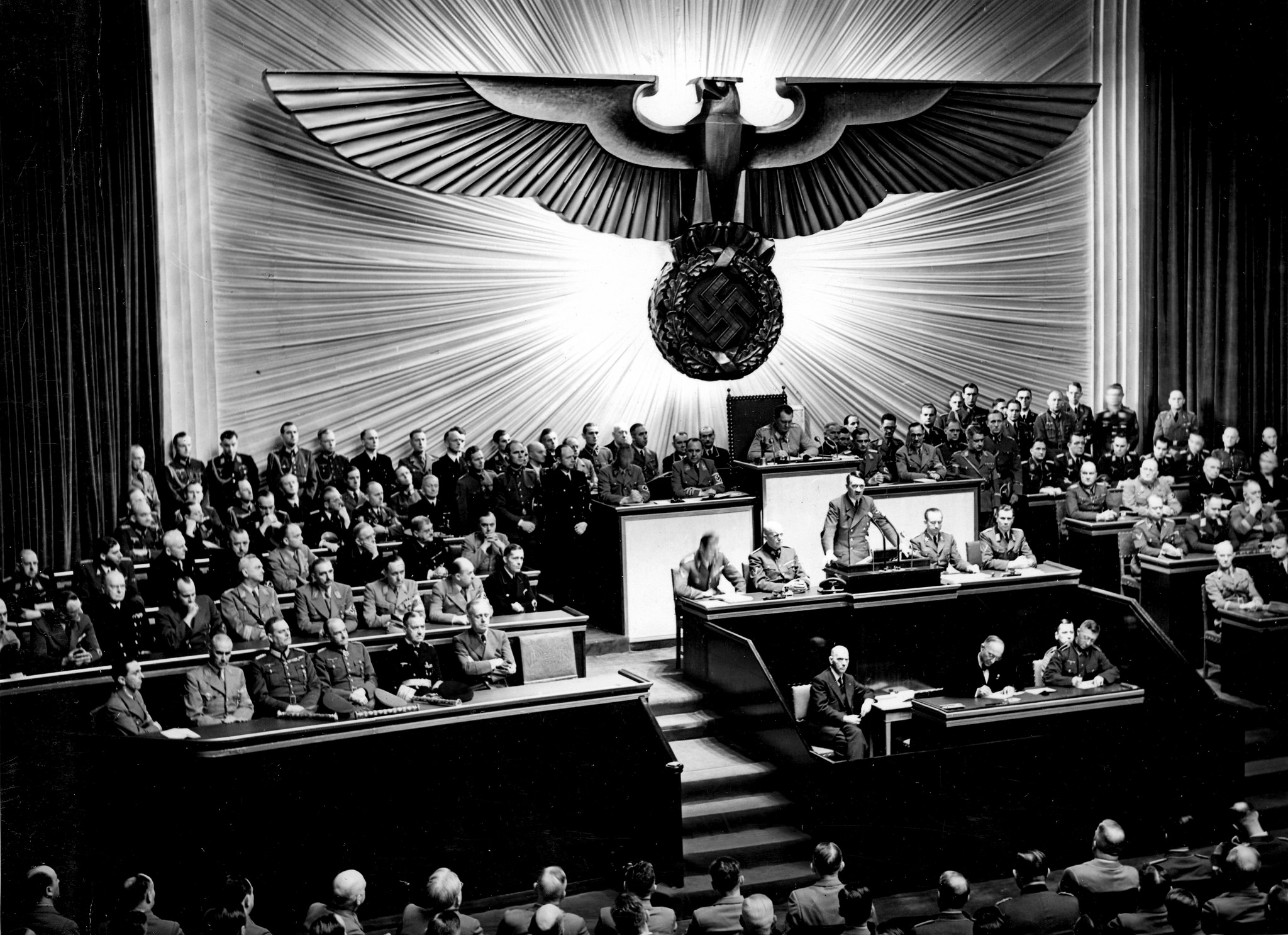
Hitler 1941. december 11-én bejelenti a Reichstagnak az Egyesült Államok elleni hadüzenetet

Hitler pályafutása során gyakran köszönhette sikereit annak, hogy ellenfelei lebecsülték képességeit. Képzetlensége miatt katonai téren is ez történt, a világ azonban kemény és keserű leckét kapott az „osztrák káplártól”. Egy Napóleonnak tulajdonított idézet szerint „mind a háborúban, mind a prostitúcióban az amatőrök gyakran jobbak, mint a hivatásosok”. Hitler hadvezéri tehetségének egyik titka abban rejlett, hogy ösztönösen megérezte ellenfelei gyengeségeit, és különös pontossággal felismerte, hogy azok milyen lépések megtételétől viszolyogtak. Későbbi kudarcai is abból fakadtak, hogy túlbecsülte ellenfelei gyengeségeit, azaz alábecsülte képességeiket. Emellett Hitler erősen hitt a meggyőződés, az akarat, az eszmék erejében, azaz az idealista determinizmus híve volt. Úgy gondolta, hogy a német városok utcáin rohamosztagosai meggyőződésük miatt győztek kommunista és szocialista ellenfeleikkel szemben, és hasonlóképpen, a harctereken is a német harcos felér majd 3–4 angol vagy francia katonával.
Megérzéseit mindamellett jelentős történelmi és technikai ismeretek is segítették, annak ellenére, hogy formális képzettsége nem volt. Rendkívüli emlékezőtehetségével a hallott vagy olvasott technikai részletek bámulatos sokaságát volt képes rögzíteni, amivel elképesztette tábornokait a megbeszéléseken. Alfred Jodl szerint az ő személyes döntése volt, hogy a harckocsikra telepített, korábban rövid csövű lövegeket felváltották a 75 és 88 mm űrméretű, hosszabb csövek (Párduc, Tigris, Királytigris).
Egyik stratégiai felismerése az volt, hogy a szárazföldi haderő újra döntő szerepet játszik, miután évszázadokig a tengeri hatalom volt a „történelem kulcsa”. A motorizáció alkalmazása után a hadseregek már gyorsabban tudtak mozogni a szárazföldön, mint a tengeren. Hitler a páncélozott járművek mozgékonyságát még fontosabbnak tartotta, mint tűzerejüket. A háború első felében olyan terveket dolgozott ki, amelyeket még a legszkeptikusabb szakértők is mesterinek ítélnek. Módszereivel többet tudott kihozni a Wehrmachtból, mint bárki képzelhette volna.
Hitlernek laikusként a Külügyminisztérium mellett a Wehrmacht főparancsnokságával szemben is gyakran igaza lett a szakmai vitákban. A háború utáni irodalomban szokás lekicsinyelni hadvezéri teljesítményét. Ha azonban Hitlert – jogosan – felelőssé teszik a történészek a német hadsereg későbbi katasztrófájáért, akkor a kezdeti győzelmekben is el kell ismerni a szerepét.

### Vitái a Wehrmacht vezetőivel
A korai nagy hadi sikerek következtében Hitler népszerűsége tovább nőtt, Keitel például a franciák legyőzése után a minden idők legnagyobb hadvezére névvel tüntette ki. Ennek ellenére a hadvezetéssel gyakran vitákban állt. 1940 nyarán a Wehrmacht, gyors győzelme után, további tervek nélkül állt a meghódított Nyugat-Európában. Főparancsnoksága, az OKW csak július derekán kezdett foglalkozni az Anglia elleni felvonulási tervekkel. Hitler ekkor a katonai vezetők előtt kifejtette: Anglia azért nem hajlandó a békére, mert reményeit Oroszországba veti. Azzal számol, hogy a londoni kormányt erőszakkal kell békére kényszeríteni, ezt azonban nem szívesen teszi. Ha Angliát szétzúzzák, a brit világbirodalom is szétesik, de ennek haszonélvezője Japán, Amerika és mások lesznek. Hitler végül úgy döntött – számos katonai vezető, így Manstein és Walter Warlimont tábornokok véleménye ellenére – hogy Angliát nem invázióval, hanem utolsó lehetséges szárazföldi szövetségesének, a Szovjetuniónak a gyors legyőzésével kell békére kényszeríteni.
A Barbarossa-terv végrehajtása során egyre gyakoribbá váltak a súrlódások Hitler és a katonai vezetők között. Hitler az 1941 augusztusától a meglepetésből magukhoz térő szovjet erők apró sikereire is hisztérikusan reagált, például egy előretörő kis szovjet egység ellen egy egész páncélos hadosztályt vetett be egy lokális jelentőségű fronton. „Így reagálni a tűszúrásra” – jegyezte fel Halder – „minden vezetési tervet és minden súlypontképzést meghiúsít.” Ezzel szemben a moszkvai csatában elszenvedett német vereség után a mai értékelők többsége szerint Hitlernek volt igaza a katonákkal szemben, akik a tél miatt még nagyobb mértékű visszavonulást javasoltak.
Mindenesetre Pearl Harbor és az amerikaiaknak ezután küldött német hadüzenet után Németország győzelmi esélyei a háborúban matematikailag megszűntek. A német katonai vezetők és Hitler közötti további viták már nem a katasztrófa elkerüléséről, hanem annak módozatairól szóltak (sztálingrádi csata, kurszki csata).

### Hitler és Sztálin
A marxizmus és a bolsevizmus iránti gyűlölete ellenére Hitler bizonyos fokig tisztelte, időnként csodálta Sztálint. 1940 januárjában Mussolininek úgy nyilatkozott, hogy Sztálin a végleges belső győzelme óta a bolsevizmusról nacionalistább, orosz életmódra váltott át. Tudta, hogy Sztálinra a zsidóknak nincs befolyása, sőt a maga módján ő is antiszemita. Speer emlékirataiban beszámol arról, hogy Hitler egyszer tréfás felhanggal kijelentette: a német győzelem után tulajdonképpen – német fennhatóság alatt – Sztálinra kellene bízni Oroszország irányítását. „A maga módján ő egy zseniális fickó” – jelentette ki. A nyilvánosság előtt azonban soha nem tett ilyen célzásokat, Sztálint továbbra is a korlátlan hatalommal bíró zsidóság eszközének nevezte beszédeiben.

### A holokauszt
A háború lehetőséget adott Hitler számára, hogy a zsidók elleni gyűlöletét a gyakorlatba átültetve, megtalálja a „zsidókérdés végleges megoldását”. 1940-ben a nyugati hadjárat győzelmes befejezése után Hitler visszatért arra a korábbi elképzelésre, hogy az európai zsidókat Madagaszkárra telepítsék át, és felkérte Hjalmar Schachtot a tárgyalásra az 1938-as eviani konferencia által felállított kivándorlásügyi bizottsággal. Németország kölcsönt kért a világbanktól a szállítási költségek fedezésére, amit az elkobzott zsidó vagyonokból fizetett volna vissza. A háborús körülmények között azonban ilyen kölcsön megadásáról természetesen nem lehetett szó, és a szállítás biztonságát sem garantálhatta senki.
A zsidók létszáma viszont állandóan nőtt a németek által meghódított területek növekedésével. A kiirtásukra vonatkozó első döntések valószínűleg a Szovjetunió megtámadása előtt születhettek. Erre utal a négy Einsatzgruppe felállítása, amelyek kizárólagos feladata a szovjet területeken elfogandó zsidók és kommunista tisztségviselők likvidálása volt. 1941. január 30-i beszédében Hitler emlékeztetett arra a korábbi fenyegetésére, hogy a zsidókat ki fogják irtani.
A nyílt fenyegetést a végrehajtás során nagy titoktartás kísérte. Bormann utasította a Gauleitereket: „A zsidókérdés nyilvános kezelésénél a jövendő összmegoldás ismertetése el kell maradjon.” A wannseei konferencia 1942 elején véglegesítette az „Endlösung”, a „végleges megoldás” részleteit.
A titkolózás jogos volt, hiszen Hitler jól tudta, hogy e tettet a németek előtt sem lehet nyilvánosan vállalni, nemhogy a világ előtt. Ezt mutatta az is, hogy a közfelháborodás miatt az 1939 októberében általa kiadott eutanázia-rendeletet kénytelen volt visszavonni. Az Aktion T4 fedőnevű művelet keretében ennek ellenére mintegy 70 000 testi vagy szellemi fogyatékos embert végeztek ki, köztük Hitler egyik unokatestvérét is, aki skizofréniában szenvedett.

#### Hitler zsidó származású katonái
A zsidók szisztematikus megsemmisítése mellett egyidejűleg mintegy 150 000 zsidó származású katona harcolt a német hadseregben, köztük Helmut Schmidt, későbbi német kancellár is. Az 1935 szeptemberében beiktatott nürnbergi törvények nem csak a konvencionális értelemben vett, teljesen zsidó származású embereket fosztották meg emberi jogaiktól, hanem bizonyos esetekben a vegyes házasságból származó (csak félig vagy negyedrészt zsidónak tekintett) német polgárokat is. Őket kevert fajúnak (Mischlinge) nevezték. Hitler tábornoki karában is szolgáltak vegyes házasságból származó katonák, ilyen volt Erhard Milch tábornagy is.
Ezek a katonák sokszor elszántabban harcoltak társaiknál, mivel németnek tekintették magukat és vissza akarták szerezni a német társadalom megbecsülését. Emellett sokan úgy vélték, hogy így megmenthetik családjukat az üldöztetéstől, míg mások hamis papírokat használva az üldözők között hitték magukat biztonságban. Nem volt ritka, hogy míg a fronton harcoltak, addig a családtagjaikat meggyilkolták. A holokausztról és a zsidók elleni atrocitások mértékéről csak a háború végén szereztek tudomást. Emellett kétségtelen, hogy Hitler figyelemmel kísérte zsidó származású katonái sorsát, és sokukat árjává nyilvánította. Némelyikük komoly identitászavarral küzdött és lelkes nácinak mutatta magát. A náci propaganda cinizmusát az a tény mutatja legjobban, hogy az „ideális német katona” reklámozására a szőke, kék szemű és félzsidó Werner Goldberget használta fel. A második világháború után e katonák közül sokan lelki törést szenvedtek.

## Bukás – a háború utolsó évei

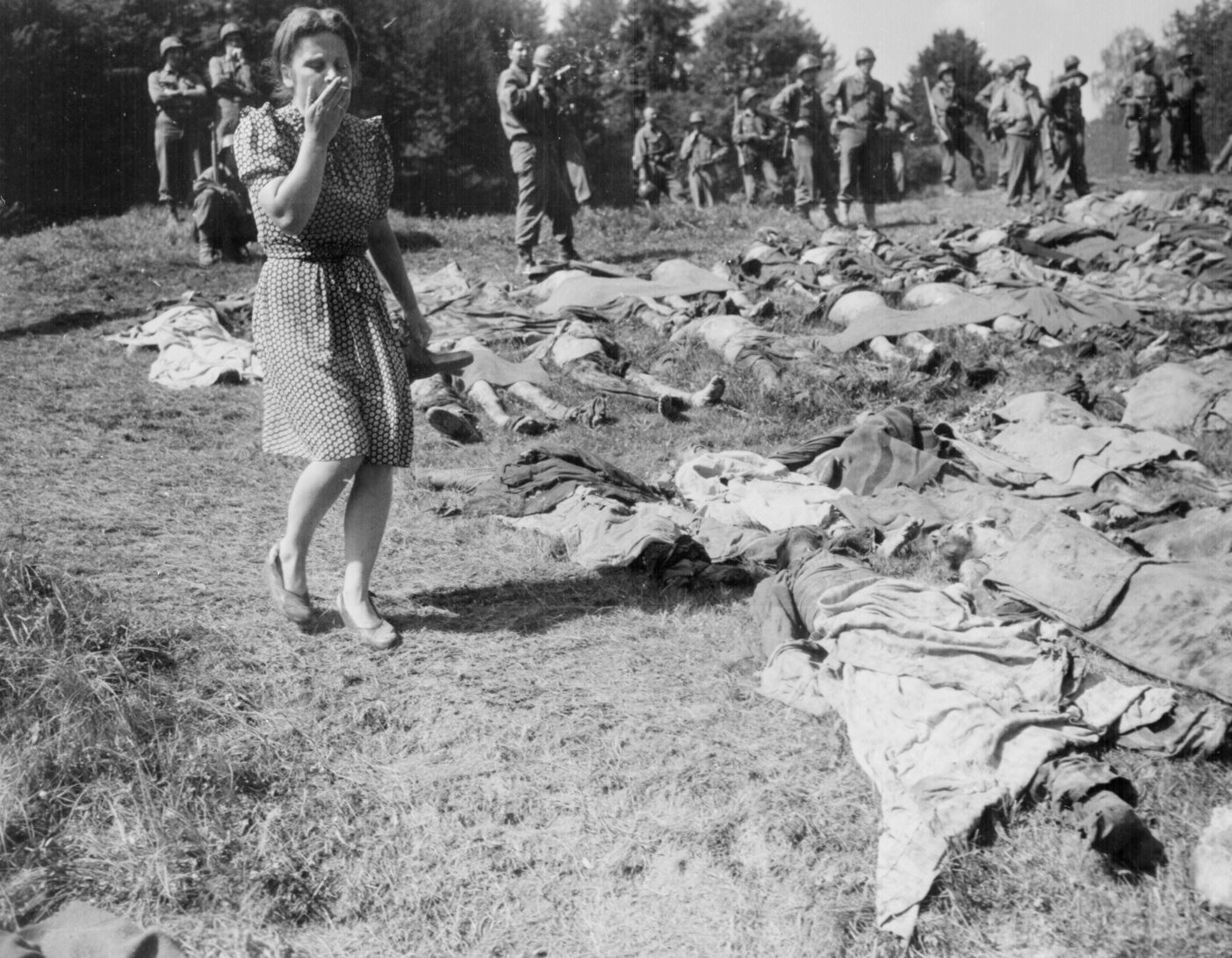
Az SS által meggyilkolt kényszermunkások exhumálása

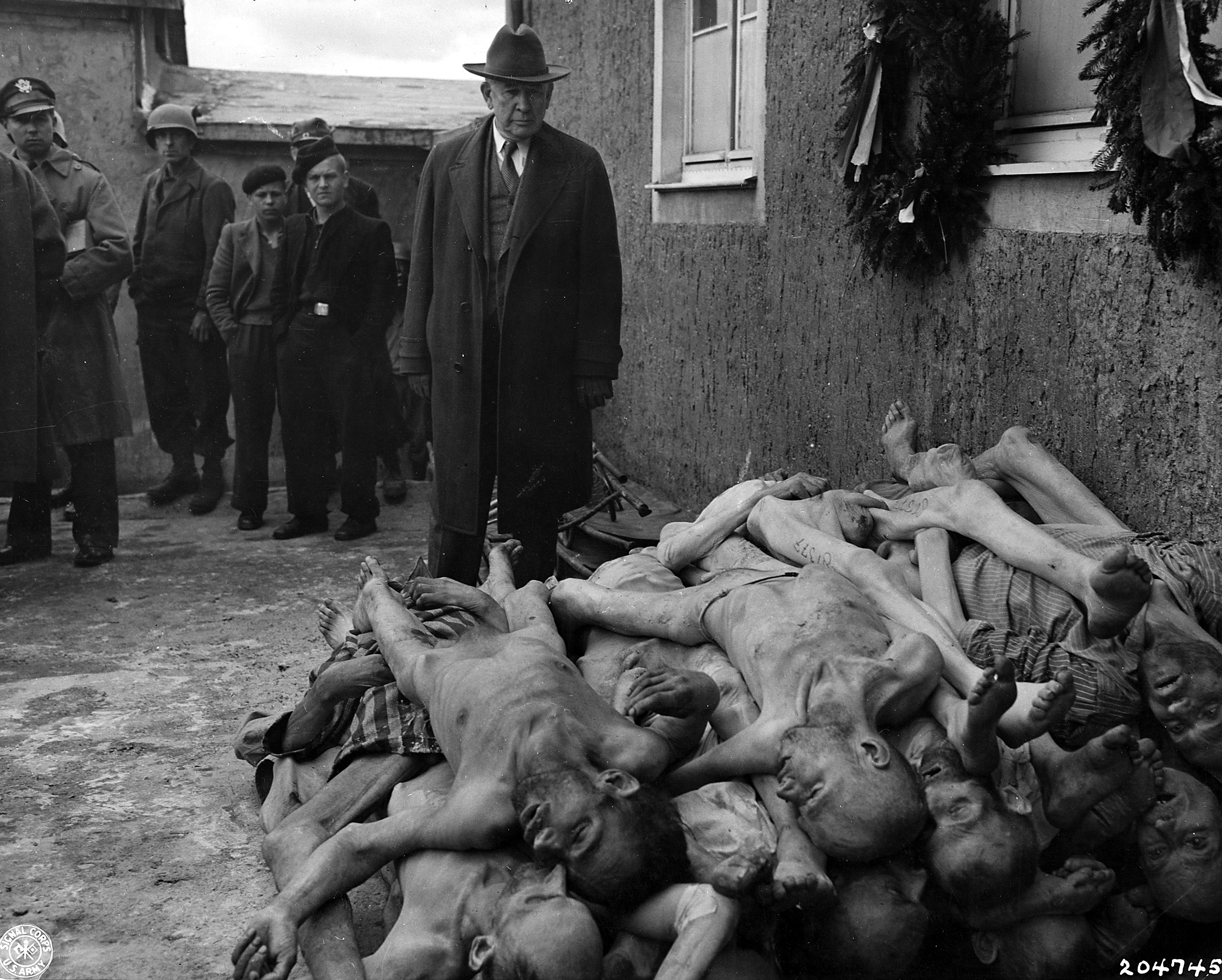
Alben W. Barkley amerikai szenátor, a kongresszusi bizottság tagja nézi a halottakat Buchenwaldban a német kivonulás után (1945. április 24.)

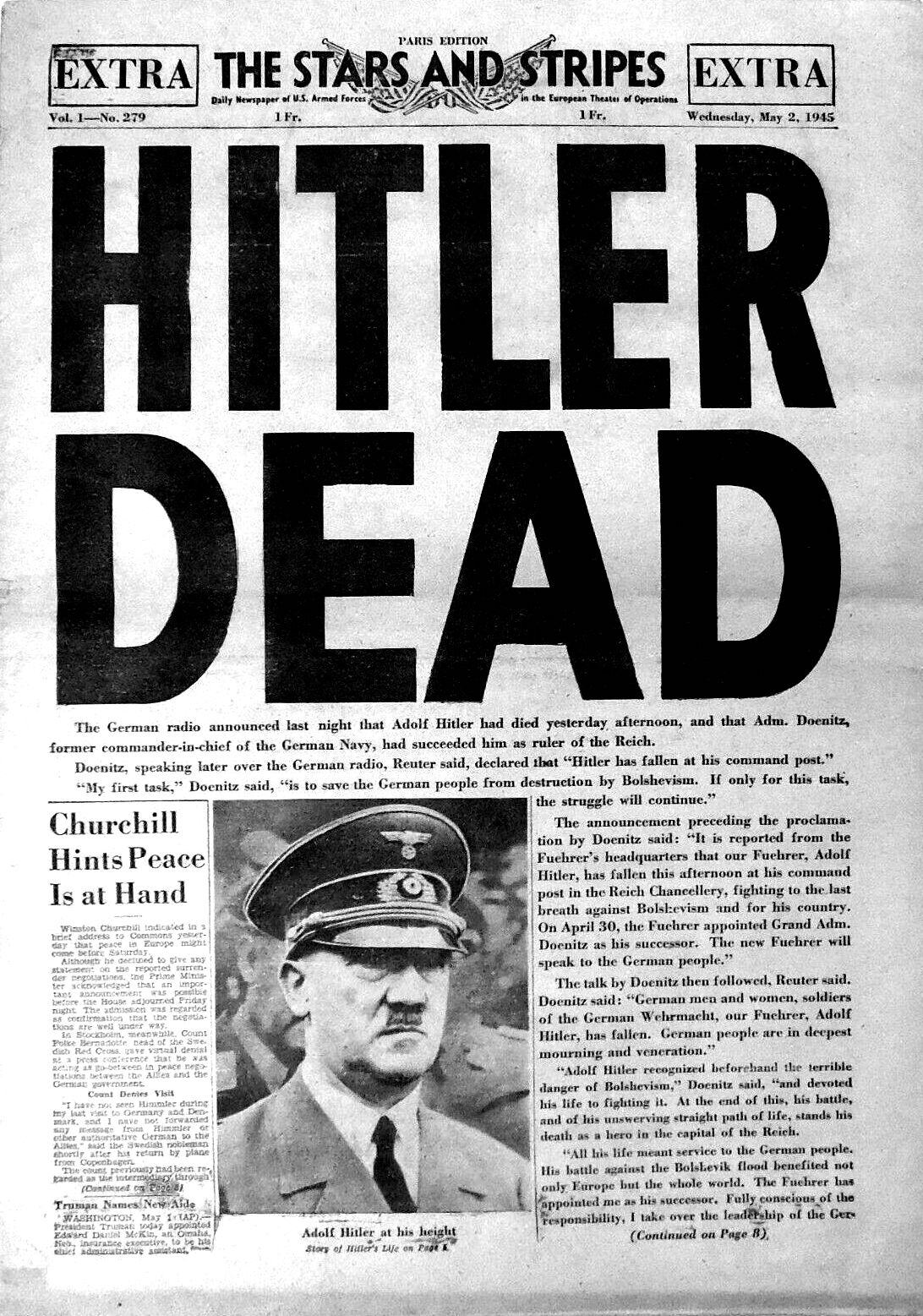
Hitler halott – korabeli szalagcím

A biztos vereség kilátása nyomán megélénkült az Abwehren és a Wehrmachton belül a Hitlertől megszabadulni vágyó fiatal tisztek tevékenysége. (Köztük volt Hans von Dohnanyi, Dohnányi Ernő magyar zeneszerző jogász fia is.) 1943 februárjától egy sor merényletet terveztek vagy követtek el Hitler ellen, de különféle okok miatt egyik sem sikerült, a legtöbb nem is jutott el a végrehajtás szakaszába. Végül a tiszti összeesküvés vezetői von Stauffenberg vezérkari tiszttel az élükön 1944. július 20-án bombát robbantottak Hitler kelet-poroszországi főhadiszállásán, Rastenburgban. A Führer óriási véletlenek következtében csak enyhe sérülést szenvedett. A merénylet viszont alkalmat nyújtott számára, hogy elképesztő terrorral tisztogatást indítson a hadsereg vezetésében, ami egészen a végső vereségig tartott. A hosszú kések éjszakájától eltérően, ezúttal nem szenvtelenül, hanem válogatott kínzások között hajtották végre a kivégzéseket. A „bűnösök” családját is kiirtották. Hitler részletes utasításokat adott és lázasan érdeklődött a fejlemények iránt.
Ezután bizalmatlan és magába forduló lett. Folyamatosan vitázott katonáival és nem volt tisztában a tényleges hadászati helyzettel. Gyakran értelmetlen, ellentmondásos parancsokat osztogatott, elvesztette realitásérzékét. A merénylet felgyorsította benne a pszichikai összeomlás folyamatát, ami már a nagy vereségek után megindult. Egészségi állapota is tovább romlott. Folyamatosan rossz közérzettel küzdött, látása romlott, sántikált, keze remegésén már nem tudott uralkodni.
A háború utolsó hónapjaiban berlini bunkerébe zárkózott, és elrendelte Németország felégetését. Szerencsére a tisztek ezt nem hajtották végre, sőt amennyire csak lehetett, függetlenítették magukat, hogy a háborús veszteségeket a lehetőségek szerint minimalizálják. Kelet-Poroszország fokozatos elvesztésével kezdtek hírek terjedni arról, hogy a szovjet katonák milyen kegyetlenül bánnak a német civilekkel, főleg a fiatal nőkkel. Ekkor Hitler felszólította a hadsereget a nők és gyermekek védelmére, de az ekkorra kimerült és hiányosan felszerelt hadosztályok már hiába harcoltak az utolsó töltényig, nem voltak képesek megállítani az előrenyomuló szovjet hadsereget.
Február 4. és április 2. között lediktálta Bormann-nak politikai végrendeletét, amelyben a bukás okain meditált. Saját hibáját csak annyiban ismerte el, hogy „egyes esetekben túlságosan jóhiszemű volt”. A vereség legfontosabb okát abban találta meg, hogy Angliának már 1941-ben békét kellett volna kötnie vele, de ezt a zsidók megakadályozták, noha ő Dunkerque-nél jelzést adott a briteknek. Ebben az esetben Anglia teljes egészében a birodalmának szentelhette volna magát, Németország pedig „biztosítván a hátát, teljes súlyával belevethette volna magát lényegi feladatába, ami életem célja és a nemzetiszocializmus létértelme volt: a bolsevizmus szétzúzásába.” Ez egyúttal teret jelentett volna keleten.
Április 22-én a szokásos helyzetmegbeszélésen Hitler még egyszer utoljára hosszú szónoklatot tartott. Általános árulásról, csődről, korrupcióról és hazugságról beszélt, aztán kijelentette, hogy eljött a vég. A náci Németország tévedés volt. Számára nincs más út, mint a halál.
Az utolsó napokban Hitler még három halálos ítéletet hozott: Göringet és Himmlert az ellenséggel folytatott tárgyalásaik miatt távollétükben halálra ítélte. Hermann Fegeleint, Himmler beosztottját, aki a bunkerben tartózkodott, és emellett Eva Braun sógora volt, ki is végezték.
Himmler árulása miatt a Führer elbizonytalanodott, hogy a tőle kapott ciánkapszulák megfelelőek-e, és nincsenek esetleg szabotálva. Mivel Blondit, a szeretett németjuhászát sem akarta az oroszok kezébe juttatni, így április 29-én rajta próbálták ki a mérget. A kísérlet sikeres volt, Blondi elpusztult.
Pár nappal Berlin eleste előtt, 1945. április 30-án, körülbelül délután fél négykor Hitler és Eva Braun közös öngyilkosságot hajtott végre. Hitler egy, a jobb halántékára leadott lövéssel végzett magával, de előtte valószínűleg mérget is bevettek. A kapitulációt, amellyel Európában véget ért a második világháború, május 8-án írták alá.

### Hitler földi maradványai
A Führer halálának tisztázatlan körülményei máig számos összeesküvés-elméletnek szolgálnak alapjául. Néhány tudós „biztos forrásból” állította, hogy Hitler és Eva Braun csontjait (koponyatöredékek és fogmaradványok) a háború után a szovjetek magukkal vitték a Szovjetunióba, és a mai napig Oroszországban vannak. 2009-ben Nick Bellantoni, az amerikai Connecticuti Egyetem kutatója Moszkvában mintákat vett a csontdarabokból, és a minták genetikai vizsgálata során rájött, hogy a csontok egyértelműen egy 20 és 40 év közötti korú nőtől származnak. A kutatók szerint nem valószínű, hogy Eva Braun csontjai lennének, ugyanis semmilyen forrás nem utalt arra, hogy a méregkapszula után főbe lőtte volna magát, vagy valaki lelőtte volna őt.
Hitler és Eva Braun csontjait (koponyatöredék és állkapocs kivételével) 1970. április 4-én égették el. Erről két akta született. Az egyik az exhumálást, a másik az égetést dokumentálja: „a maradványok fizikai megsemmisítését a Magdeburgtól 11 kilométerre lévő Schönebeck térségében nyílt tűzön való elégetéssel, majd a hamunak… a Biederitz folyóba való szórásával végezték el.”

## Hatása az utókorra
Hitler céljainak elérésében teljes kudarcot vallott. A háború után részben miatta erősödtek meg az antifasiszta mozgalmak. Hitler növelni kívánta Németország befolyását és területét, világuralomra tört. Területi hódításai ezzel szemben, bár hatalmasak voltak, rövid életűeknek bizonyultak. Németországnak jelenleg kisebb a területe, mint amekkora 1933-ban volt. A fajelmélet értelmében alacsonyabb rendűnek tekintett népcsoportokat – elsősorban a zsidókat – valamint a kommunistákat esküdt ellenségének tekintette. A holokauszt egyik következményeként 1948-ban megalakult a cionista mozgalom által megálmodott független zsidó állam, Izrael. Valamint részben az általa kezdeményezett háborúnak köszönhetően a szovjeteknek sikerült irányításuk alá vonni Kelet-Európa tekintélyes részét, a kommunista befolyás pedig világszerte jelentősen megnőtt. Hitler megvetette a demokráciát, nemcsak más nemzeteknél, hanem Németországban is. Ezzel szemben ma Németországban demokrácia van, lakói pedig sokkal kevésbé tolerálják a tekintélyelvű uralmat, mint Hitler előtt bármikor.
Mindezek ellenére a mai napig akadnak hívei, eszmei követői szerte a világban, főleg Kelet-Európában és az USA-ban. A Hősök terén például 1997 óta többször megrendezték a becsület napját. Az Egyesült Államokban bejegyzett pártként működik a náci párt, de Oroszországban is gyakran erősen megjelenik a Hitler iránti szimpátia. Hitler mai követői világszerte gyakran használják a 88-as számot, mint a Heil Hitler köszöntés kódolt rövidítését. Magyarországon ilyen volt többek között a Divízió 88 zenekar. A Lonsdale márka viseletével pedig az NSDAP-ra utalnak.
Ma is akadnak, akik tagadják a holokauszt megtörténtét és a hivatalosan elfogadott történetírást. Ezzel a tevékenységükkel széles körű megütközést és botrányt keltenek. Ilyen volt Ernst Zündel is, aki az izraeli Yedioth Ahronoth című újságnak adott interjújában a zsidóságot a „valódi holokauszt” eljövetelére „figyelmeztette”, mivel szerinte Németország második világháborúban játszott szerepét meghamisították, és maga a holokauszt sem történt meg. Mivel a holokauszt tagadása számos országban, különösen Németországban bűncselekménynek minősül, ezért Zündelt átadták a német hatóságoknak. Hasonló volt korábban David Irving történész esete is, akit bírósági eljárás során holokauszttagadásért, antiszemitizmusért és neonácizmus miatt ítéltek el. A holokauszt tagadásában ugyancsak nagy szerepet játszott a zsidó származású David Cole is, aki később visszavonta tanait, amikor a Jewish Defense League (Zsidó Védelmi Liga) jutalmat ajánlott fel tartózkodási helyének megállapítása céljából.
Mahmud Ahmadinezsád iráni elnök főtanácsadója, Mohamed-Ali Ramin felelevenítette azt a régi legendát, amely szerint Hitler zsidó volt.
A Führer hatalmának magasra ívelésekor a befolyása alatt álló országokban számos intézményt, közteret neveztek el róla. Budapesten a Körönd viselte a nevét 1938 és 1945 között.

### A Hitler-irodalom
1985-ben Martin Broszat német történész kijelentette, hogy ideje véget vetni Hitler „démonizálásának”, és a nemzetiszocializmussal együtt „historizálni” kell őt, azaz el kell fogadni, hogy Hitler nem egy ördögi, a történelmen kívüli jelenség, hanem emberi jellemvonásokkal és bizonyos tehetséggel rendelkező történelmi alak. Az azóta eltelt évtizedekben a Hitler-irodalom fősodrára ez a megközelítés a jellemző.
Átfogó Hitler-bibliográfiát összeállítani gyakorlatilag lehetetlen a folyamatosan megjelenő művek nagy száma miatt. Egy 1984-es felmérés szerint a Hitlerről és a náci Németországról megjelent, komoly művek száma 15 000 fölött volt. 1995-ben egy hasonló felmérés 120 000 könyvet számlált össze. Az igazán színvonalas, tudományos igényű, részletes Hitler-életrajzok száma azonban jóval csekélyebb. A Hitlerrel foglalkozó irodalom jó áttekintését adja John Lukacs magyarul is megjelent könyve.
Magyar nyelven Ormos Mária írt alapos Hitler-életrajzot, amelynek nemzetközileg is jó visszhangja volt. A frissebb külföldi Hitler-irodalom kiemelkedő alkotása Ian Kershaw két vaskos kötetben magyarul is megjelent munkája. Újabban (2015) Thomas Sandkühler, a berlini Humboldt Egyetem történészprofesszora fiataloknak írt egy áttekintő, modern és friss szemléletű könyvet Hitlerről, ami nagy siker volt Németországban, s itthon is megjelent 2019-ben.
A Hitler iránti lankadatlan érdeklődésnek sok oka van, az amatőr történelembúvárok érdeklődésétől az emberi gonoszság megnyilvánulásai iránt vonzódók kíváncsiságáig. Sokakban az is felmerül, hogy Hitler és a nemzetiszocializmus esetleg „egészségesebb” alternatíva lehet, nem csak a kommunizmusnál, hanem a Nyugat „romlásnak indult” liberális demokráciájánál is. A Hitler-irodalomnak így részét alkotják a Führer történelmi szerepét dicsérő, illetve bűneit tagadó vagy mentegető apologetikus művek is. Alkotóik közül a legnevesebbek David Irving, a híres brit holokauszt-tagadó, valamint Ernst Nolte, aki tevékenységével szintén nagy történész- és politikai vitát okozott az NSZK-ban az 1970-es években.

### Filmek

#### Játék- és dokumentumfilmek
- 1955: Az utolsó tett (Albin Škoda alakította Adolf Hitlert)
- 1961: Adolf Hitler élete
- 1970: Felszabadítás (Fritz Diez alakította)
- 1973: Hitler: Az utolsó 10 nap (Alec Guinness alakította)
- 1977: Hitler – Egy karrier (Joachim Fest alakította)
- 1978: Hitler – Film Németországról
- 1981: A bunker (Anthony Hopkins alakította)
- 1982: A harmadik Birodalom (Derek Jacobi alakította)
- 1986: Gyógyítsátok meg Hitlert!
- 1989: Hitler végső döntése – A háború küszöbén
- 2000: Hitler és a holokauszt
- 2000: Hitler és Sztálin: a zsarnokpáros
- 2002: Max
- 2003: Hitler – A sátán felemelkedése
- 2004: A bukás – Hitler utolsó napjai (Bruno Ganz alakította)
- 2005: Speer és Ő (Tobias Moretti alakította)
- 2007: Hitler és Mussolini – Egy brutális barátság (Ullrich H. Kasten alakította)
- 2008: Valkűr (David Bamber alakította)
- 2015–2019: Az ember a Fellegvárban (fikciós kaland-drámasorozat) (Wolf Muser alakította)

#### Paródiák
- 1940: A diktátor (Charlie Chaplin filmje)
- 1972: Moldova György: Titkos záradék (Hitler Magyarországon)
- 1989: Christoph Schlingensief: 100 éves Adolf Hitler – Az utolsó órák a bunkerben
- 2004: Peter Richardson: Az ifjú Churchill kalandjai (Churchill: The Hollywood Years)
- 2007: Mein Führer – A véresen valódi valóság Adolf Hitlerről
- 2009: Becstelen brigantyk (Quentin Tarantino filmje)
- 2012: Nézd ki van itt (Timur Vermes regénye)
- 2012: Iron Sky: Támad a Hold
- 2015: Nézd, ki van itt (David Wnendt filmje Timur Vermes regénye alapján)
- 2019: Jojo Nyuszi (Taika Waititi filmje)
- Hitler-videók (internetes mém A bukás – Hitler utolsó napjai című film alapján)
- South Park (több epizód)
- Family Guy (több epizód)
- Monty Python Repülő Cirkusza; Mr. Hilter Angliában c. jelenet

## Beszédei és művei magyarul

### 1945 előtt megjelentek
- Az ifjú Németország munkát és békét akar. Hitler Adolf beszédei; előszó Goebbels József; Sárkány Ny., Bp., 1934
- Harcom; ford. Kolbay Pál, Lindtner Antal, Szakáts István; Centrum, Bp., 1935
- Adolf Hitler birodalmi kancellárnak a birodalom gyűlés előtt, 1936. március hó 7-én tartott beszéde; Müller, Berlin, 1936
- Hitler danzigi beszéde 1939. szeptember 19-én; Müller, Berlin, 1939
- Hitler vezér és birodalmi kancellár 1939. október 6-án a Birodalmi Gyűlésen elmondott beszéde; s.n., s.l., 1939
- Adolf Hitler 1939. november 8-án a müncheni polgári sörözőben az Öreg Harcosok emlékünnepén elmondott beszéde; s.n., s.l., 1939
- Hitler Adolf 1940. január 30-án a berlini sportcsarnokban elmondott beszéde; s.n., s.l., s.a
- Adolf Hitler beszéde a Birodalomgyűlés előtt. 1940. július hó 19.; Deutsche Zentraldruck, Berlin, 1940
- Európa az európaiaké. Adolf Hitler nyilatkozata a világhelyzetről a francia hadjárat alatt. Interjú
- Karl von Wiegand amerikai közíróval; Deutsche Zentraldruck, Berlin, 1940
- Adolf Hitler 1940. február 24-én Münchenben a Német Nemzetszocialista Párt 20 éves alapítási évfordulója alkalmával mondott beszéde; Spanholtz, Hannover, 1940
- Adolf Hitler beszéde 1941. október 3-án a berlini Sportpalotában a német télisegélymozgalom megnyitása alkalmából; Deutscher, Berlin, 1941
- "Ha elhangzik a vezényszó, Németország menetelni fog". A Führer beszéde a párt megalakulásának 21. évfordulója alkalmából; Greve, Berlin, 1941
- Hitler Adolf a nemzetiszociálizmus győzelmének 8. évfordulója alkalmából a berlini Sportpalotában tartott beszéde, 1941. január hó 30-án; Deutscher, Berlin, 1941
- Hitler Adolf beszéde a birodalmi gyűlésen 1941. május 4-én; Steiniger, Berlin, 1941
- A véderő főparancsnokságának jelentései a birodalmi kormányhoz a Németország elleni szovjetorosz felvonulásról / A Führer kiáltványa; Deutsche Zentraldruck, Berlin, 1941
- Adolf Hitler vezér és birodalmi kancellár 1941. december 11-én a Birodalmi Gyűlésen Franklin D. Roosevelt háborús felelősségéről mondott beszéde; Centrum, Bp., 1941
- Hitler Adolf 1942. január 30-án a berlini Sportpalastban mondott beszéde; Centrum, Bp., 1942
- Hitler, Göring, Ribbentrop beszédei a negyedik háborús tél küszöbén; Centrum, Bp., 1942
- Hitler Adolf 1942. április 26-án a Német Birodalmi Gyűlésen mondott beszéde; Centrum, Bp., 1942
- Hitler Adolf beszéde az elesett hősök napjának emlékünnepén Berlinben 1943. márc. 21-én; Centrum Ny., Bp., 1943
- "A végén miénk a győzelem!". Hitler Adolf beszéde Münchenben 1943. november 8-án; Centrum, Bp., 1943
- Hitler Adolf rádióbeszéde az olasz Badoglio kormány kapitulációjáról 1943. szeptember 10-én; Centrum, Bp., 1943
- Hitler Adolf a német néphez szóló felhívása és a véderőhöz intézett hadparancsa 1944. jan. 1-én; Centrum, Bp., 1944
- Adolf Hitler a hatalom átvétele 11. évfordulóján tartott rádióbeszéde; Centrum, Bp., 1944
- Harcom. Két kötet egybekötve; ford. Kolbai Pál, Lintner Antal, Szakáts István; 9. kiad.; Centrum, Bp., 1944

### 1945 után megjelentek
- Hitler hatvannyolc tárgyalása, 1939–1944. Hitler Adolf tárgyalásai kelet-európai államférfiakkal, 1-2.; tan., dokumentumvál., jegyz. Ránki György, ford. Soltész Gáspár; Magvető, Bp., 1983 (Tények és tanúk)
- Harcom – Mein Kampf, Interseas Editions, Hódmezővásárhely, 1996
- Harcom. Két kötet egybekötve / Mein Kampf; Interseas, Santon, 1996
- Asztali beszélgetések. Monológok a vezéri főhadiszálláson, 1941–1944; monológok feljegyz. Heinrich Heim, közread. Werner Jochmann, ford. Barabás Miklós; Ármádia, Bp., 1999
- Dietrich Eckart: Bolsevizmus Mózestől Leninig. Nevelő célú beszélgetésem Adolf Hitlerrel; ford. ifj. Szenléleki László; Nemzetek Európája, Bp., 2001 (Nemzetek Európája zsebkönyvek)
- Adolf Hitler politikai testamentuma, 1945. február-április. Lejegyezte Martin Bormann személyesen; ford. Vinczvári László; Nemzetek Európája, Bp., 2001 (Nemzetek Európája zsebkönyvek)
- Küzdelem a sátánnal. Adolf Hitler magyarul megjelent összes beszéde; szerk. Gede Tibor; Gede, Bp., 2001
- Gottfried Feder: Az N.S.D.A.P. programja – ellenjegyezte: Adolf Hitler – Nemzetek Európája Könyvkiadó, Budapest, 2006; ISBN 9638648988
- Mein Kampf; ford., név- és tárgymutató Ungvári Gyula; Gede, Bp., 2007

## Magyar nyelvű szakirodalom
- Anna Maria Sigmund: A szexuális élet nem magánügy. Szexualitás a Harmadik Birodalomban, Európa Könyvkiadó, Budapest, 2011, ISBN 978-963-07-8999-8
- Anna Maria Sigmund: A nácik asszonyai I-III., Európa Könyvkiadó, Budapest, 2008, ISBN 978-963-07-8616-4
- Anna Maria Sigmund: Diktátor, démon, demagóg. Kérdések és válaszok Adolf Hitlerről, Európa Könyvkiadó, Budapest, 2007, ISBN 978-963-9615-61-8
- Götz Aly: Hitler népállama. Rablás, faji háború és nemzeti szocializmus (ford. Teller Katalin), Atlantisz Könyvkiadó, Budapest, 2005 (Circus Maximus), ISBN 9789639777132
- Brigitte Hamann: Bécs és Hitler – Egy diktátor tanulóévei, Európa Könyvkiadó, Budapest, 2000, ISBN 963-07-6733-3
- Manfred Koch-Hillebrecht: Homo Hitler – A német diktátor pszichogramja, Medicina Könyvkiadó, Budapest, 2008, ISBN 978-963-226-201-7
- Miskolczy Ambrus: A Führer olvas – Tallózás Hitler könyvtárában, Napvilág Kiadó, Budapest, 2000, ISBN 963-9082-54-6
- John Keegan: Maszk: a parancsnoklás álarca: A hadvezéri mesterség Nagy Sándortól napjainkig, Budapest, Aquila Kiadó, 1998, ISBN 963-9073-35-0
- John Lukacs: A történelmi Hitler, Európa Könyvkiadó, Budapest, 1998, ISBN 963-07-6328-1
- Ormos Mária: Hitler, Polgár Könyvkiadó, Budapest, 1997, ISBN 9 789639 002197
- Wulf C. Schwarzwäller: Hitler pénze – Egy személyes meggazdagodás története, Ferenczy Könyvkiadó, Budapest, 1996, ISBN 963-8258-10-1
- Michael H. Hart: 100 híres ember – A kezdetektől napjainkig, Magyar Könyvklub, Budapest, 1994, ISBN 963-8289-27-9
- Hitler hatvannyolc tárgyalása, 1939–1944: Hitler Adolf tárgyalásai kelet-európai államférfiakkal, Magvető Könyvkiadó, Budapest, 1983
- Matthias Uhl, Henrik Eberle. A Hitler-dosszié. Park Könyvkiadó, 590. o. (2006). ISBN 963-530-716-0
- Thomas Sandkühler: Adolf H. Egy diktátor életútja. Magistra, Budapest, 2019. 348 o. ISBN 9786158079167